# Saint-Augustin (Charente-Maritime)
Pour les articles homonymes, voir Saint-Augustin.
Saint-Augustin (prononcé [sœ̃t.o.gys.tœ̃:]) — communément désignée sous le nom de Saint-Augustin-sur-Mer — est une commune du Sud-Ouest de la France, située dans le département de la Charente-Maritime (région Nouvelle-Aquitaine). Ses habitants sont les Saint-Augustinois et les Saint-Augustinoises
En plein cœur de la presqu'île d'Arvert et du Royannais, cette petite cité un peu en marge du reste de l'agglomération royannaise connaît un développement constant depuis quelques années, matérialisé notamment par la construction de nombreux lotissements qui font de la commune une petite banlieue résidentielle, à proximité immédiate des stations balnéaires de la côte de Beauté. Elle n'est ainsi séparée de Saint-Palais-sur-Mer que par la rocade de Royan, et de La Palmyre par un massif forestier. Elle est également très proche des villes d'Étaules et de Breuillet. Selon l'Insee, elle appartient à l'aire d'attraction de Royan.
Aux portes de la forêt domaniale de la Coubre et de la forêt des Combots d'Ansoine, espaces naturels protégés et principaux poumons verts du Pays Royannais, Saint-Augustin est la seule commune du canton de La Tremblade a ne pas avoir de débouché maritime ou fluvial. Pour autant, son surnom de Saint-Augustin-sur-Mer n'est pas usurpé, la cité ayant longtemps été un port important sur le golfe de Barbareu, aujourd'hui comblé par des sédiments et transformé en une immense étendue palustre, le marais de Saint-Augustin.
Comptant 1503 habitants en 2020, Saint-Augustin s'organise autour d'un centre-bourg, aménagé au lieu-dit Charosson, et de plusieurs hameaux : le Bourg, le Souillat et Lafond étant les principaux.
Saint-Augustin appartient au secteur Nord de la Communauté d'agglomération Royan Atlantique, structure intercommunale rassemblant 81 896 habitants (2014).

## Géographie

### Présentation

Position de Saint-Augustin en Charente-Maritime.

La commune de Saint-Augustin est située au sud-ouest du département de la Charente-Maritime, dans la presqu'île d'Arvert, sur la côte de Beauté. Séparée du cœur de l'agglomération royannaise (et plus spécialement de Saint-Palais-sur-Mer) par la rocade de Royan, la construction de nombreux lotissements tend de plus en plus à en faire une banlieue résidentielle, un peu à l'écart de l'agitation urbaine sans pour autant être isolée des commerces, des services et des plages. Administrativement parlant, Saint-Augustin appartient au canton de La Tremblade et à l'arrondissement de Rochefort.
La commune se trouve à 4 kilomètres des Mathes, 4,7 kilomètres de Breuillet, 4,9 kilomètres d'Étaules, 5,6 kilomètres de Saint-Palais-sur-Mer, 5,7 kilomètres d'Arvert, 6,2 kilomètres de Vaux-sur-Mer, 8,2 kilomètres de Saint-Sulpice-de-Royan, 9,2 kilomètres de La Tremblade, chef-lieu du canton, 9,5 kilomètres de Royan, 12,8 kilomètres de Saint-Georges-de-Didonne, 14,7 kilomètres de Saujon, 30,4 kilomètres de Rochefort, 37,4 kilomètres de Saintes, 52,5 kilomètres de la préfecture départementale, La Rochelle et 103,1 kilomètres de Bordeaux, la grande métropole et préfecture régionale.
Appartenant comme le reste du département au midi atlantique, elle peut être rattachée à deux grands ensembles géographiques, le Grand Ouest français et le Grand Sud-Ouest français.
S'étendant sur 1883 hectares, le territoire communal peut se décomposer en trois grandes unités paysagères : un marais doux (marais de Saint-Augustin), un promontoire calcaire partiellement urbanisé et un cordon dunaire recouvert de forêts denses de pins et de chênes verts (forêt domaniale de la Coubre et forêt des Combots d'Ansoine).

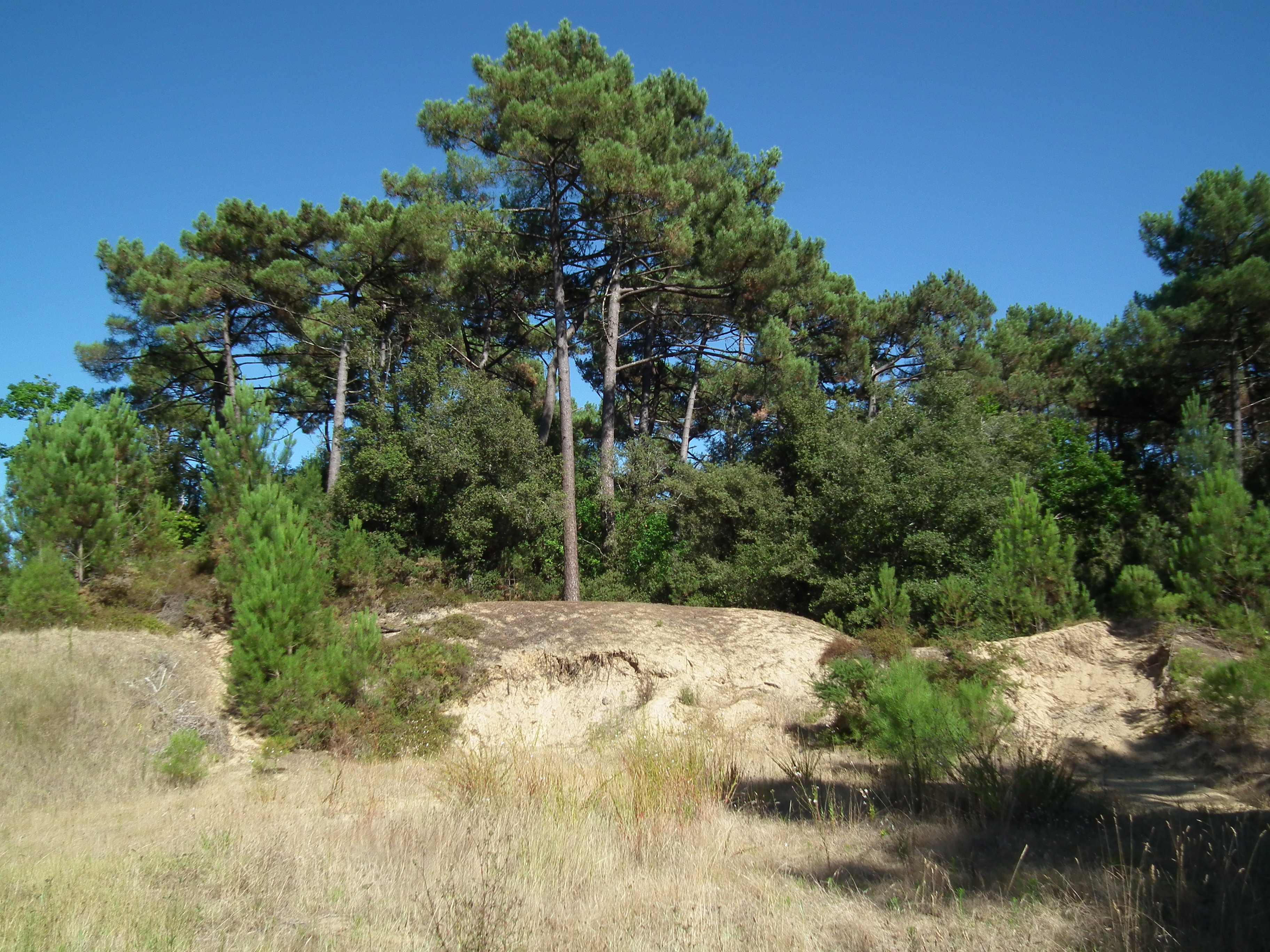
Clairière dans la forêt des Combots d'Ansoine au lieu-dit « Le Papéricaud ».

Le marais de Saint-Augustin est un des grands espaces palustres de la presqu'île d'Arvert. Héritier d'un ancien golfe marin comblé au fil des siècles par les alluvions (golfe ou étang de Barbareu), il s'étend sur 1586 hectares, partagés entre Saint-Augustin et Étaules, et communique avec le marais d'Arvert par la « passe commune ». À l'est, le cours d'eau du Peyrat sépare Lafond du hameau de Taupignac, et sert de limite administrative avec la commune de Breuillet. Au nord-est, la passe commune sépare Saint-Augustin d’Étaules et la passe de Chalézac marque la limite avec Chaillevette un peu en amont du pont de la Meyre.
C’est à ce grand marais humide que Saint-Augustin doit son surnom de Saint-Augustin-sur-Mer : en effet, depuis le retrait de la mer du golfe de Barbareu il y a de cela plusieurs siècles, la commune ne compte plus de façade maritime (la plage de la Grande-Côte est partagée entre Saint-Palais-sur-Mer et La Palmyre). Là où se situait autrefois le littoral s’étendent désormais des mattes, en lisière de la forêt. Ce terme désigne localement des terres fertiles dévolues aux cultures maraîchères (potagers) entrecoupées de canaux et de petits étangs, version locale des hortillonnages du nord de la France ; il est à l’origine du nom de la commune voisine des Mathes.
Vaste étendue verdoyante où terre et eau, qui s'imbriquent en une multitude de canaux et de fossés, composent un paysage d'une grande luminosité, le marais est protégé au niveau européen dans le cadre du réseau de protection des espaces naturels de grande valeur patrimoniale Natura 2000. Il est ainsi inscrit dans une zone naturelle d'intérêt écologique, faunistique et floristique (ZNIEFF) de type I (petits espaces homogènes) et II (grands espaces naturels riches), et plus spécifiquement dans la zone de protection spéciale (ZPS) « Marais de Saint-Augustin ». Le marais constitue un conservatoire d'espèces animales et végétales rares et originales, parmi lesquelles la cistude d'Europe (espèce menacée), la loutre, le triton palmé, la rainette méridionale, l'hottonie des marais et la cardamine. Il est également un site d'hivernage et de reproduction pour de nombreuses espèces d'oiseaux, et notamment des cigognes. De grandes prairies sillonnées de canaux sont utilisées pour l’élevage du bétail (essentiellement bovin et ovin) et des chevaux. La hauteur moyenne du marais est d'environ 2 mètres, mais il est ponctué de quelques anciennes îles, comme l'île de La Lourde (environ 8 mètres).

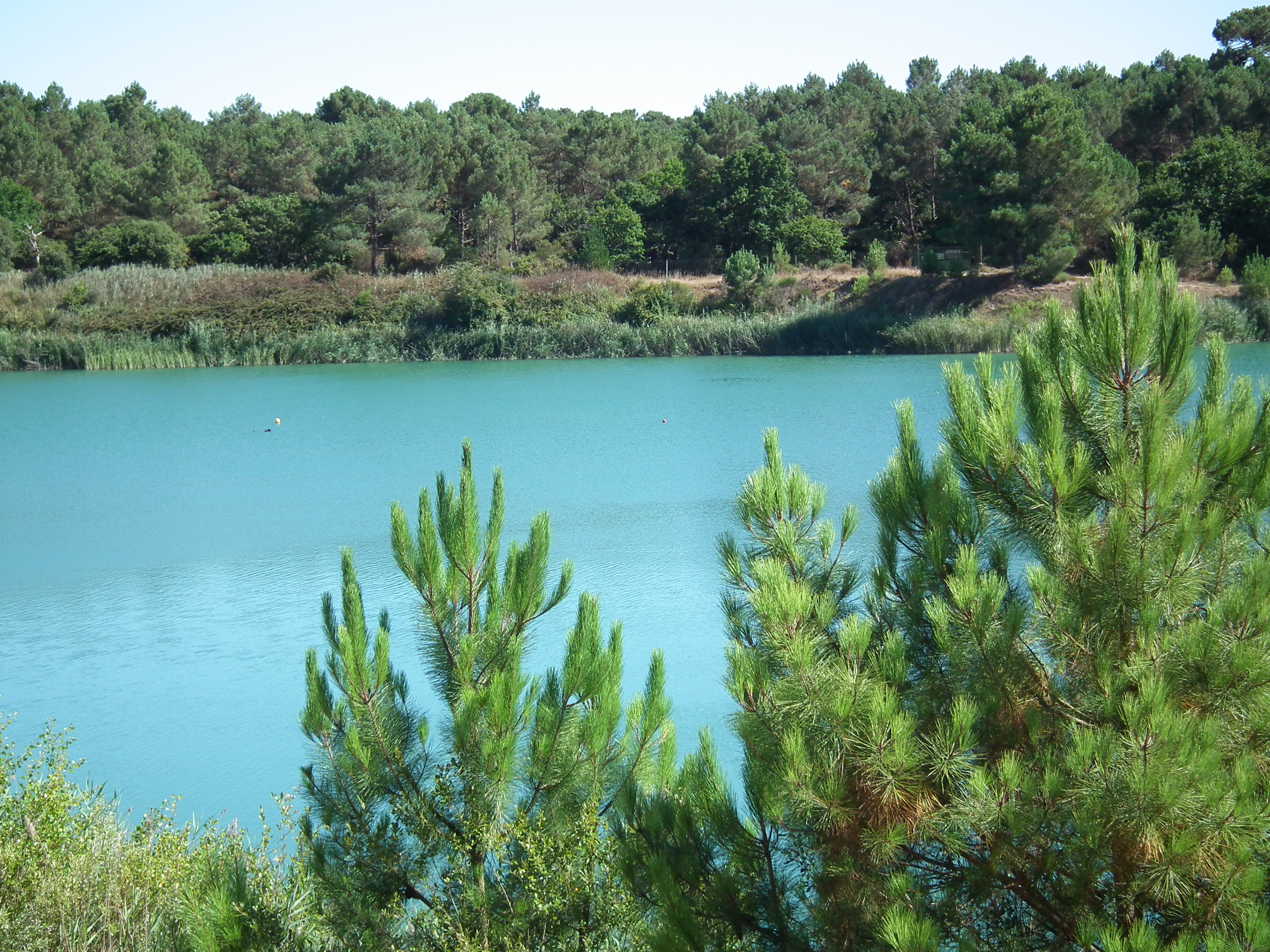
L'étang de la Combe aux loups s'étend en plein cœur du massif de la Coubre.

Le marais vient buter dans sa partie sud sur une bande sédimentaire formant un petit promontoire calcaire crétacé où se concentre le bourg et les différents hameaux constituant l'habitat de la commune. De petites parcelles agricoles y sont concentrées. On y cultive céréales et un peu de vigne, qui servent à produire les célèbres alcools de la région, cognac et pineau des Charentes.
Encore plus au sud, le plateau a été recouvert de sables éoliens issus de la remobilisation des dunes littorales au XVe siècle. Jusqu'au XIXe siècle et l'ensemencement des dunes par des graines de pins (maritimes, parasols, etc.), champs et hameaux étaient régulièrement menacés par l'avancée de ces « montagnes » de sable dont on avait coutume de dire « qu'elles marchaient » en Arvert.
C'est pour contrer ce péril que, suivant l'exemple du littoral de Gascogne, l'administration décide de planter les dunes, ce qui a donné naissance à la forêt domaniale de la Coubre (propriété du domaine forestier de l'État) et à la forêt des Combots d'Ansoine (site patrimonial appartenant au Conservatoire du littoral, et classé réserve naturelle protégée). Elle se prolonge au nord-ouest de la commune par la forêt communale d’Arvert, partie la plus ancienne du massif de la Coubre, héritière de la forêt médiévale. Comme son nom ne l’indique pas, elle ne dépend pas de la commune d’Arvert mais se partage entre Saint-Augustin et Les Mathes. La partie boisée de la commune concentre une série de grandes dunes, comme celle de La Grosse Madame, du Monsieur, de La Sablouse (32 mètres), du Marcoulet ou du Pignou (45 mètres), point culminant de la commune, entrecoupées de combes et de lèdes où des sentiers de promenade et des pistes cyclables ont été aménagés.
Parfois, les sables en mouvement ont emprisonné l’eau de l’ancien golfe de Barbareu pour former des étangs, tel celui de la Combe aux loups, au cœur de la forêt et au pied de la tour du Pignou, dont les eaux turquoise tranchent sur le vert de la pinède environnante. Cette partie de la commune concentre une série de grandes dunes, comme celle de La Grosse Madame, du Monsieur, de La Sablouse (32 mètres) ou du Pignou (45 mètres), point culminant de la commune, entrecoupées de combes et de lèdes.

### Communes limitrophes
|            | Étaules              | Chaillevette |
| Les Mathes | Saint-Augustin       | Breuillet    |
|            | Saint-Palais-sur-Mer |              |

### Climat
Le climat dont bénéficie la Charente-Maritime est un climat océanique tempéré de type aquitain, marqué par un ensoleillement moyen assez important : avec 2 250 heures par an, il est comparable à celui que connaît une partie de la côte méditerranéenne. La pluviosité y est modérée, les précipitations ne dépassant pas 1 200 mm par an. Les températures, quant à elles, varient en moyenne de +5 °C en hiver à +20 °C en été.
Les îles et l'ensemble du littoral de la Charente-Maritime se caractérisent par un climat particulièrement doux en hiver, et rafraîchissant l'été, grâce aux influences océaniques perpétuellement en mouvement (brise marine). Ces conditions climatiques favorables, toujours soumises aux influences de l'océan Atlantique, ont favorisé un véritable microclimat de type sub-aquitain et l'existence d'une végétation déjà méridionale. Ainsi la flore se caractérise-t-elle par la présence étonnante de lauriers-roses, eucalyptus, agaves, et même les mimosas se mettent à fleurir dès le mois de janvier.

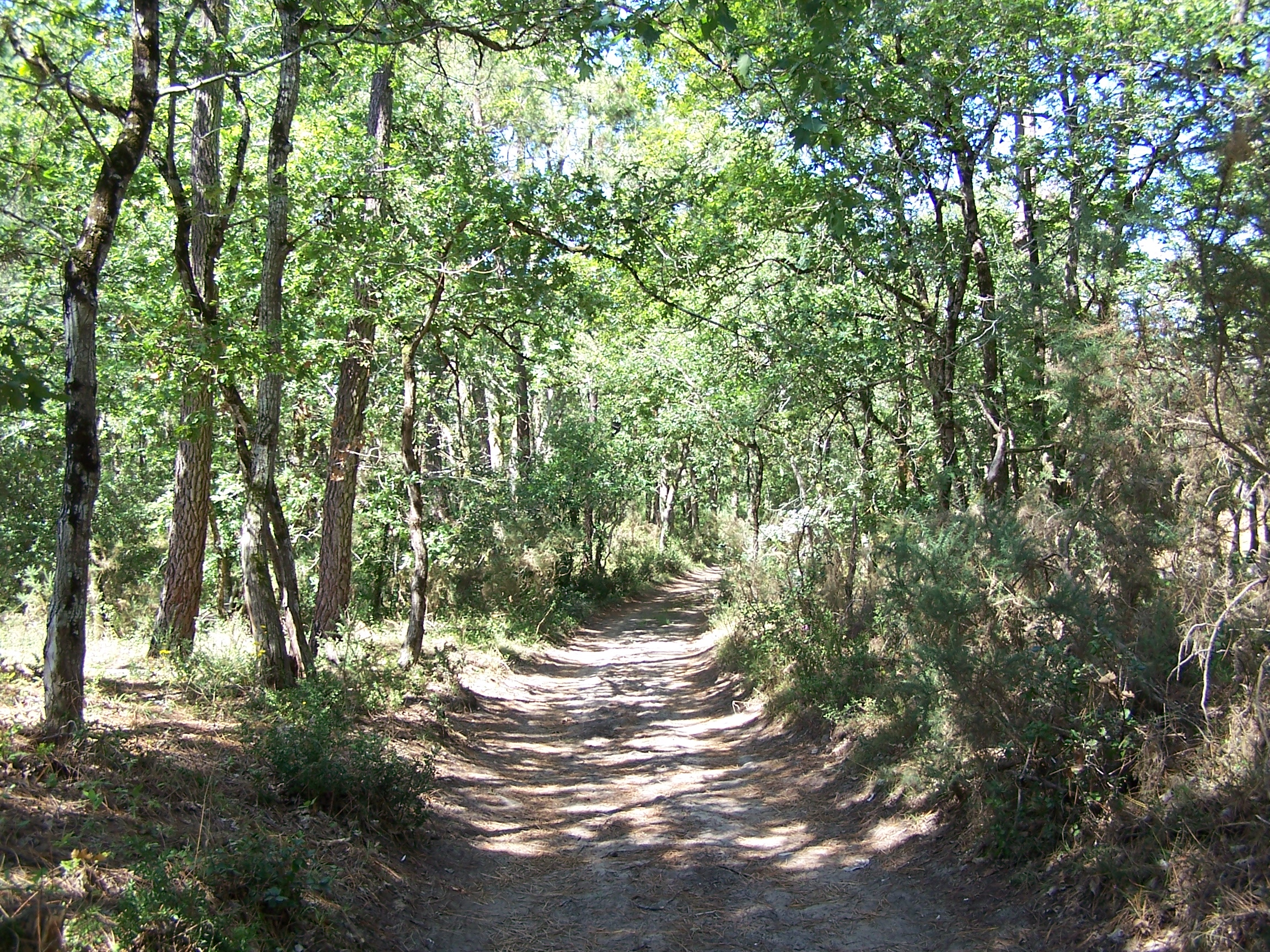
La forêt domaniale de la Coubre, vaste pinède, couvre une partie de la commune.

Aux essences déjà méridionales du chêne vert (ou yeuse) et du cyste, s'ajoutent une forte présence de palmiers, figuiers, orangers et même oliviers. Il existe toutefois un contraste entre le littoral, assez sec et ensoleillé et l'intérieur des terres, davantage pluvieux. La pluviométrie passe ainsi de 750 mm sur le littoral à 950 mm en Haute-Saintonge.
Les relevés de la station météorologique de La Rochelle entre 1946 et 2000 permettent de déterminer quelques dates majeures au point de vue climatique en Charente-Maritime : ainsi, au cours de ce laps de temps, la température la plus froide est relevée le 15 février 1956 : −13,6 °C. Un pic de température (dépassé seulement au cours de la canicule de 2003) est atteint le 8 juillet 1982 avec près de 39 °C à l'ombre. Si 1953 est considérée comme l'année la plus sèche, 2000 est au contraire la plus pluvieuse.
La Charente-Maritime est le département français qui a été le plus durement touché par la tempête Martin du 27 décembre 1999. Les records nationaux de vents enregistrés ont été atteints avec 198 km/h sur l'île d'Oléron et 194 km/h à Royan.
Dans la nuit du 23 au 24 janvier 2009, la région est frappée par la tempête Klaus. Malgré des rafales de vent dépassant les 120 km/h, les dégâts relevés dans la commune demeurent relativement minimes au regard de la situation dans le Médoc tout proche.
Les côtes charentaises et vendéennes sont de nouveau durement éprouvées par la tempête Xynthia qui traverse la région dans la nuit du 28 février au 1er mars 2010. Des bourrasques de près de 140 km/h touchent la ville voisine de Royan.

#### Données générales
| Mois                              | jan. | fév. | mars | avril | mai  | juin | jui. | août | sep. | oct. | nov. | déc. | année |
| --------------------------------- | ---- | ---- | ---- | ----- | ---- | ---- | ---- | ---- | ---- | ---- | ---- | ---- | ----- |
| Température minimale moyenne (°C) | 3,4  | 2,8  | 5,4  | 7,4   | 10,7 | 13,7 | 15,8 | 15,7 | 13,7 | 10,5 | 6,3  | 3,9  | 9,2   |
| Température moyenne (°C)          | 5,9  | 6,9  | 8,7  | 11,1  | 14,3 | 17,5 | 19,8 | 19,6 | 17,8 | 14,2 | 9,4  | 6,6  | 12,7  |
| Température maximale moyenne (°C) | 8,5  | 9,9  | 12,1 | 14,7  | 17,9 | 21,3 | 23,8 | 23,5 | 21,8 | 18   | 12,6 | 9,2  | 16,1  |
| Ensoleillement (h)                | 84   | 111  | 174  | 212   | 239  | 272  | 305  | 277  | 218  | 167  | 107  | 85   | 2 250 |
| Précipitations (mm)               | 82,5 | 66,1 | 57   | 52,7  | 61,1 | 42,9 | 35,1 | 46,4 | 56,5 | 81,6 | 91,8 | 81,8 | 755,3 |

| Ville             | Ensoleillement · (h/an) | Pluie · (mm/an) | Neige · (j/an) | Orage · (j/an) | Brouillard · (j/an) |
| ----------------- | ----------------------- | --------------- | -------------- | -------------- | ------------------- |
| Médiane nationale | 1 852                   | 835             | 16             | 25             | 50                  |
| Saint-Augustin    | 2250                    | 755             | 4              | 13             | 26                  |
| Paris             | 1 717                   | 634             | 13             | 20             | 26                  |
| Nice              | 2 760                   | 791             | 1              | 28             | 2                   |
| Strasbourg        | 1 747                   | 636             | 26             | 28             | 69                  |
| Brest             | 1 555                   | 1 230           | 6              | 12             | 78                  |
| Bordeaux          | 2 070                   | 987             | 3              | 32             | 78                  |

### Voies de communication et transports

#### Voies routières

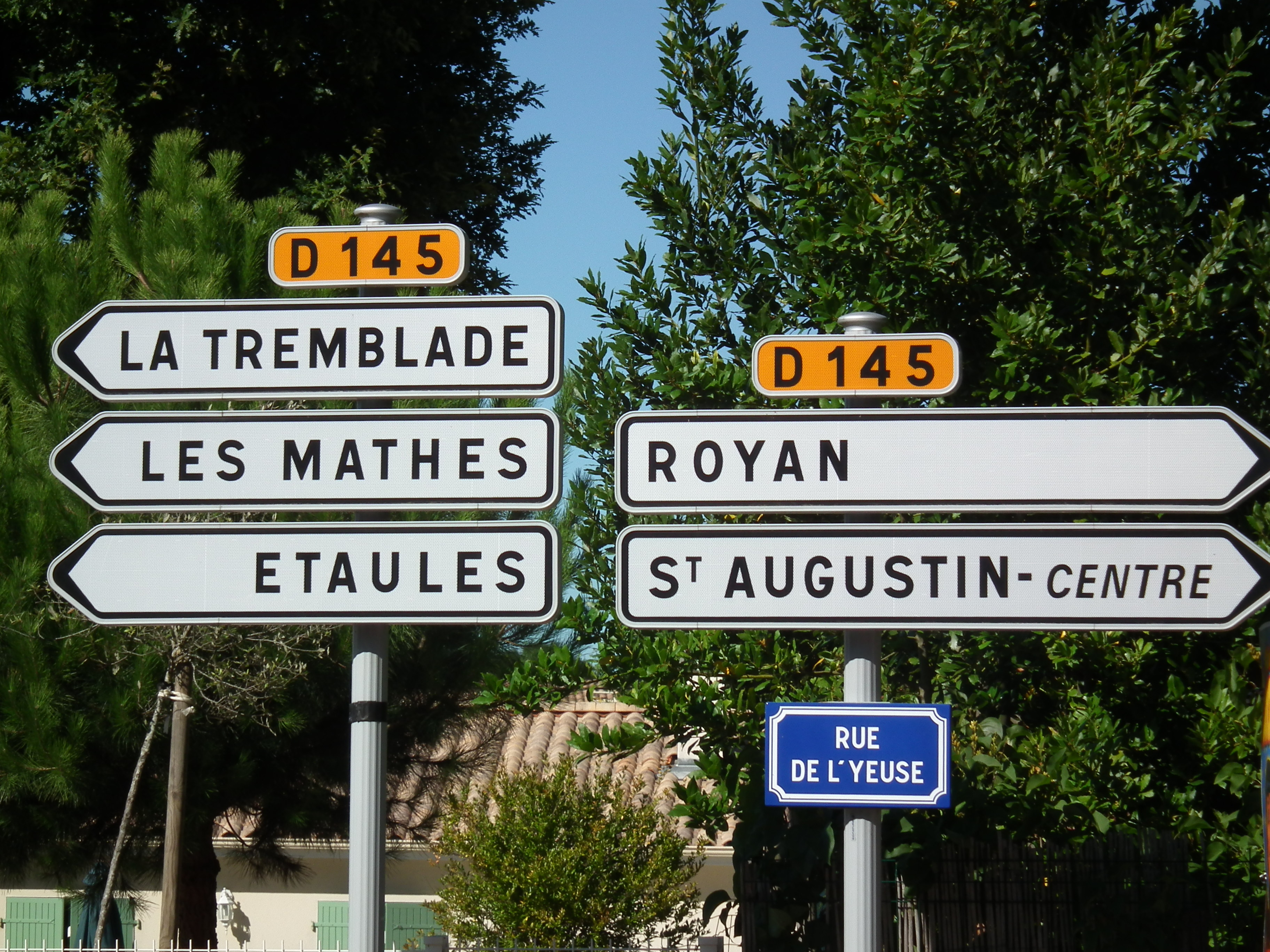
Panneaux indiquant quelques localités proches de Saint-Augustin.

Un peu en marge des grands axes routiers des environs, la commune n'est pas enclavée pour autant et peut être rejointe sans difficulté par la rocade de Royan (D 25), qui dessert les principales communes de la proche périphérie royannaise et permet un accès aux plages et stations balnéaires de la côte de Beauté. Le rond-point des Gois permet de rejoindre la D 145, qui donne accès aux principaux quartiers de Saint-Augustin (Lafond, le Logis, le Bourg) avant de rejoindre Étaules.
Venant se greffer sur cet axe secondaire au niveau du hameau du Souillat, la D 141 traverse l'important massif forestier qui couvre une partie de la commune (forêt domaniale de la Coubre et forêt des Combots d'Ansoine), dessert les lieux-dits Papéricaud et les Combots avant de rejoindre le complexe touristique de la Grande-Côte. Depuis Lafond, la D 242 traverse les hameaux du Grand Breuil et du Petit Breuil, passe le pont de la Guitoune dans les marais de Saint-Augustin et rejoint Breuillet.
En matière de pollution sonore, l'atlas départemental de la DDE ne recense aucune voie de circulation potentiellement gênante, en dépit d'un trafic important au niveau de la rocade de Royan.

#### Pistes cyclables
La commune dispose d'un réseau de pistes cyclables permettant d'une part de rejoindre le reste de l'agglomération royannaise, d'autre part de faire des randonnées dans la campagne et la forêt environnante. L'une d'entre elles vient se connecter à la véloroute EuroVelo 1 (« Vélodyssée ») au niveau de La Grande-Côte.
Deux nouvelles pistes cyclables ont été mises en œuvre en 2010, au lieu-dit le Papéricaud et au lieu-dit le bois de Chazé.

#### Transports en commun
La commune est desservie par le réseau de transports urbains Cara'Bus qui la relie aux autres communes de l'agglomération royannaise. Inauguré le 2 janvier 2006 sous le nom « Très Royannais », il était à l'origine composé de minibus de type hybride (électrique et diesel). Exploité depuis septembre 2008 par la société Veolia Transport, il est rebaptisé « Cara'Bus » depuis lors.
La modernisation du réseau de transports urbains de l'agglomération le 5 janvier 2009 a conduit à l'achat de navettes de type Heuliez GX 127 ainsi qu'à l'accroissement du nombre de lignes régulières, passant de trois à dix, auxquelles s'ajoutent trois ligne supplémentaires en période estivale.
Sept stations Cara'Bus sont implantées dans la commune : Le Gois-Châtenet, Lafont, Les Breuils, Le Temple, Saint-Augustin-Mairie, Aire de l'yeuse et Le Bourg. La ligne 21, qui part des Mathes, dessert toutes les stations de la commune, poursuit vers Vaux-sur-Mer et le pôle commercial Val Lumière avant de rejoindre Royan (correspondances avec les autres lignes à la gare multimodale). Un système de transports à la demande a également été mis en place.

#### Transports aériens
L'aéroport le plus proche est celui de Rochefort-Saint-Agnant, à environ 30 kilomètres au nord. L'aéroport de La Rochelle-Île de Ré, à 50 kilomètres au nord, permet de relier quelques grandes villes françaises, comme Paris ou Lyon, ainsi que les Îles Britanniques ou l'Europe du Nord. À environ 100 kilomètres au sud-est de la commune, l'aéroport de Bordeaux - Mérignac est un aéroport international permettant des liaisons vers de nombreux pays.
L'aérodrome de Royan-Médis, à environ 15 kilomètres, est réservé à l'aviation légère.

### Environnement

#### Occupation des sols
La commune de Saint-Augustin est constituée à 4,6 % de territoires urbanisés, à 55,5 % de territoires agricoles, à 39,9 % de forêts et milieux semi-naturels et à 38,9 % de zones humides.
Sur les 1883 hectares de surface communale, 850 sont couverts par les forêts de la Coubre et des Combots d'Ansoine.

#### Gestion de l'eau
Saint-Augustin dépend de l'agence de l'eau Adour-Garonne, établissement public chargé de la protection de l'eau et des milieux aquatiques dans le Grand Sud-Ouest. La commune est reliée aux châteaux d'eau d'Arvert et de Saint-Palais-sur-Mer. Ils sont alimentés par des captages au Chay (Pompierre) et à Vaux-sur-Mer (Bel-Air).
La gestion de l'assainissement de la commune est transférée à la communauté d'agglomération. Les eaux usées sont traitées par la station d'épuration de Saint-Palais-sur-Mer qui a une capacité de 230 000 équivalent habitants.

## Urbanisme

### Typologie
Au 1er janvier 2024, Saint-Augustin est catégorisée commune rurale à habitat dispersé, selon la nouvelle grille communale de densité à 7 niveaux définie par l'Insee en 2022.
Elle appartient à l'unité urbaine de Royan, une agglomération intra-départementale dont elle est une commune de la banlieue,. Par ailleurs la commune fait partie de l'aire d'attraction de Royan, dont elle est une commune de la couronne,. Cette aire, qui regroupe 26 communes, est catégorisée dans les aires de 50 000 à moins de 200 000 habitants,.

### Occupation des sols

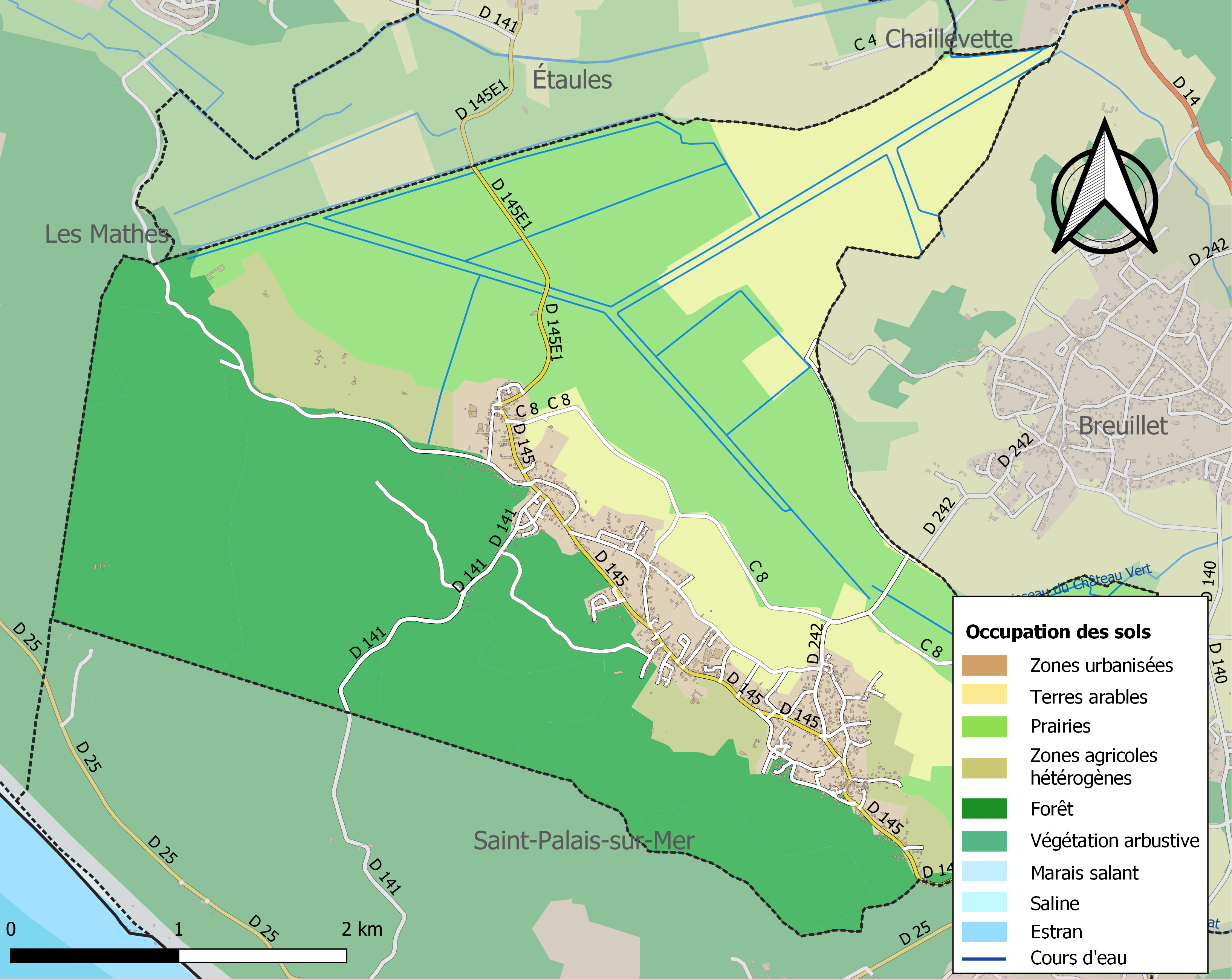
Carte des infrastructures et de l'occupation des sols de la commune en 2018 (CLC).

L'occupation des sols de la commune, telle qu'elle ressort de la base de données européenne d’occupation biophysique des sols Corine Land Cover (CLC), est marquée par l'importance des territoires agricoles (53,7 % en 2018), en diminution par rapport à 1990 (55,9 %). La répartition détaillée en 2018 est la suivante :
forêts (38,9 %), prairies (30,8 %), terres arables (16,5 %), zones agricoles hétérogènes (6,2 %), zones urbanisées (5,6 %), espaces verts artificialisés, non agricoles (1,8 %), cultures permanentes (0,2 %).
L'IGN met par ailleurs à disposition un outil en ligne permettant de comparer l’évolution dans le temps de l’occupation des sols de la commune (ou de territoires à des échelles différentes). Plusieurs époques sont accessibles sous forme de cartes ou photos aériennes : la carte de Cassini (XVIIIe siècle), la carte d'état-major (1820-1866) et la période actuelle (1950 à aujourd'hui).

### Morphologie urbaine
Longtemps un peu tenue à l'écart de la rapide urbanisation de cette partie de la presqu'île d'Arvert, du fait de sa situation en marge du littoral, Saint-Augustin est aujourd'hui parfaitement intégrée au reste de l'agglomération royannaise, et forme une sorte de zone de transition entre la proche périphérie de Royan, avec les communes de Vaux-sur-Mer, de Saint-Palais-sur-Mer et de Breuillet — voire des Mathes, et la grande banlieue ouest de cette même ville (agglomération de La Tremblade : Étaules, Chaillevette, Arvert, etc.). Pour autant, elle conserve une allure presque rurale, en dépit d'un accroissement conséquent des quartiers pavillonnaires, phénomène d'étalement urbain qui se retrouve à des degrés divers dans toute l'agglomération royannaise.
Saint-Augustin a longtemps présenté la particularité de ne pas avoir de véritable centre-bourg mais d'être constitué de plusieurs gros villages, reliés entre eux par la D 145. Les principaux sont Le Bourg (ancien centre de la paroisse sous l'Ancien Régime, où se trouvaient alors l'église et le port), le Souillat, Charosson, le Logis, le Grand Breuil, le Petit Breuil (en face de Breuillet), Lafond et le Gois, près de la rocade et face à Saint-Palais-sur-Mer. Cet inconvénient a finalement été réparé avec la mise en chantier d'un pôle commercial moderne au niveau du village de Charosson (face à l'église et à la mairie) comprenant plusieurs boutiques et des logements, le tout organisé autour d'une esplanade. Le gros-œuvre est achevé au printemps 2016 et l'ouverture des premiers commerces intervient au mois de mai de la même année.
L'habitat conserve de nombreuses maisons traditionnelles saintongeaises, dites charentaises, ainsi que des lotissements.

### Logements
Le parc immobilier de la commune était composé de 1 198 logements en 2009, quand il n'était composé que de 649 logements en 1999, 503 en 1990 et 421 en 1982. Alors qu'en 1990, on comptait encore une plus grande proportion de résidences principales (250 contre 209 résidences secondaires), la situation s'est inversée depuis lors. En 2009, la commune compte ainsi 599 résidences secondaires (soit 50 %) pour 519 résidences principales (soit 43,4 %) et 79 logements vacants (soit 6,6 %). Ce sont presque exclusivement des maisons individuelles (1 106, soit 92,3 %). Le nombre d'appartement a cependant crû entre 1999 et 2009, passant de 10 (1,5 %) à 31 (2,6 %).
La plupart des résidences principales sont vastes : 43,9 % d'entre elles sont composées de 5 pièces ou plus, 32 % de quatre pièces et 18,4 % de trois pièces. Les deux pièces représentent 5,2 %, et les studios, 0,6 %.
Le taux de personnes propriétaires de leur logement est supérieur aux moyennes nationales et départementales, soit 76,4 % (moyenne nationale : 55,3 % ; moyenne départementale : 65,4 %).

### Risques majeurs
Le territoire de la commune de Saint-Augustin est vulnérable à différents aléas naturels : météorologiques (tempête, orage, neige, grand froid, canicule ou sécheresse), feux de forêts, mouvements de terrains et séisme (sismicité modérée). Il est également exposé à un risque technologique, le transport de matières dangereuses. Un site publié par le BRGM permet d'évaluer simplement et rapidement les risques d'un bien localisé soit par son adresse soit par le numéro de sa parcelle.

#### Risques naturels
Saint-Augustin est exposée au risque de feu de forêt du fait de la présence sur son territoire du massif de la presqu’île d’Arvert, un massif classé à risque dans le plan départemental de protection des forêts contre les incendies (PDPFCI), élaboré pour la période 2017-2026 et qui fait suite à un plan 2007-2016. Les mesures individuelles de prévention contre les incendies sont précisées par divers arrêtés préfectoraux et s’appliquent dans les zones exposées aux incendies de forêt et à moins de 200 mètres de celles-ci. L’article L.131-1 du code forestier et l’arrêté du 2 décembre 2020 règlementent l'emploi du feu en interdisant notamment d’apporter du feu, de fumer et de jeter des mégots de cigarette dans les espaces sensibles et sur les voies qui les traversent sous peine de sanctions. Un autre arrêté du 2 décembre 2020 rend le débroussaillement obligatoire, incombant au propriétaire ou ayant droit,,,.

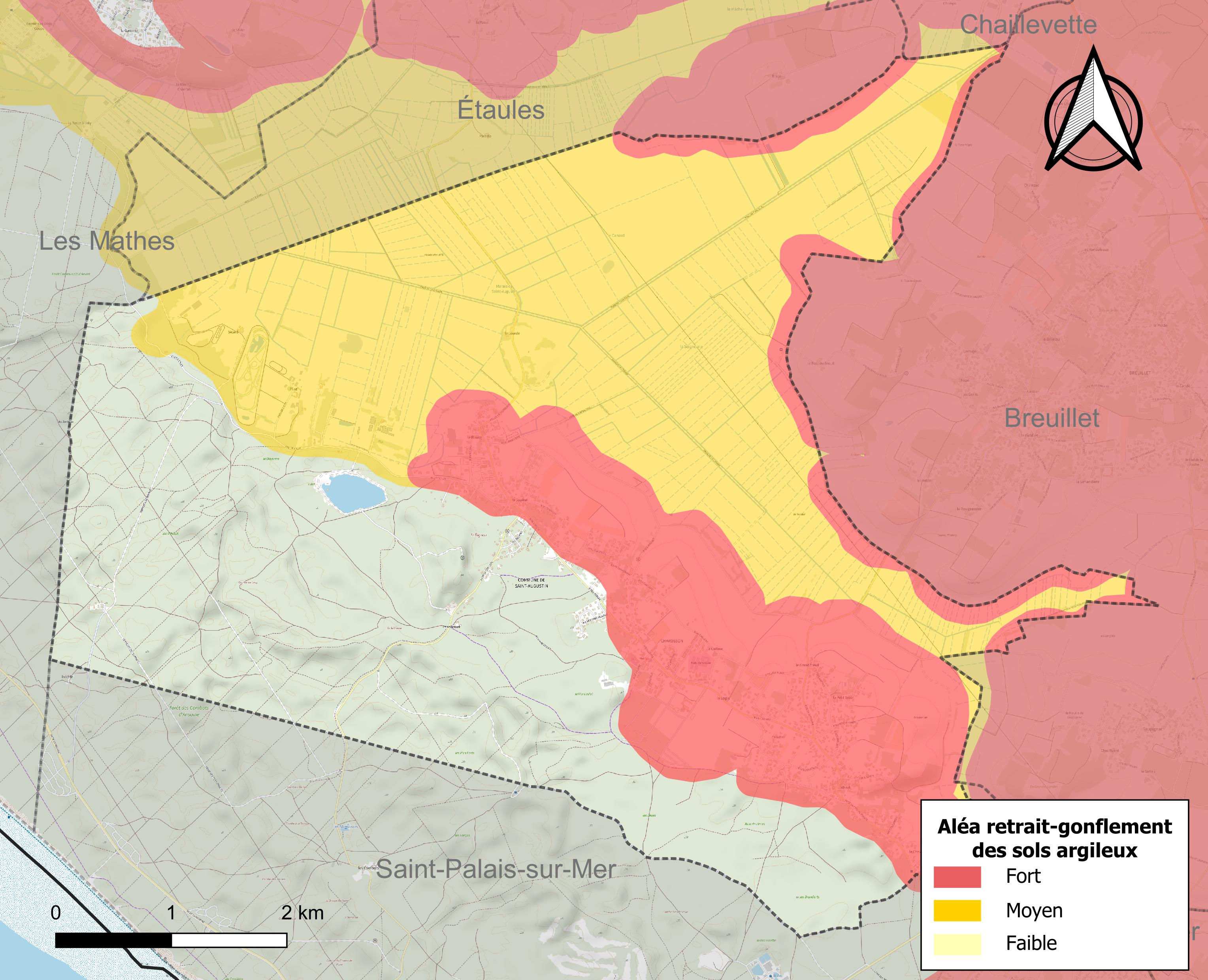
Carte des zones d'aléa retrait-gonflement des sols argileux de Saint-Augustin.

Les mouvements de terrains susceptibles de se produire sur la commune sont des tassements différentiels.
Le retrait-gonflement des sols argileux est susceptible d'engendrer des dommages importants aux bâtiments en cas d’alternance de périodes de sécheresse et de pluie. 63,6 % de la superficie communale est en aléa moyen ou fort (54,2 % au niveau départemental et 48,5 % au niveau national). Sur les 961 bâtiments dénombrés sur la commune en 2019, 833 sont en aléa moyen ou fort, soit 87 %, à comparer aux 57 % au niveau départemental et 54 % au niveau national. Une cartographie de l'exposition du territoire national au retrait gonflement des sols argileux est disponible sur le site du BRGM,.
Par ailleurs, afin de mieux appréhender le risque d’affaissement de terrain, l'inventaire national des cavités souterraines permet de localiser celles situées sur la commune.
La commune a été reconnue en état de catastrophe naturelle au titre des dommages causés par les inondations et coulées de boue survenues en 1982, 1999, 2010 et 2020. Concernant les mouvements de terrains, la commune a été reconnue en état de catastrophe naturelle au titre des dommages causés par la sécheresse en 1989, 1992, 2003, 2005 et 2011 et par des mouvements de terrain en 1999 et 2010.

#### Risques technologiques
Le risque de transport de matières dangereuses sur la commune est lié à sa traversée par une ou des infrastructures routières ou ferroviaires importantes ou la présence d'une canalisation de transport d'hydrocarbures. Un accident se produisant sur de telles infrastructures est susceptible d’avoir des effets graves sur les biens, les personnes ou l'environnement, selon la nature du matériau transporté. Des dispositions d’urbanisme peuvent être préconisées en conséquence.

## Économie

### Emploi
Le nombre d'actifs de + de 15 ans était de 791, un chiffre en augmentation en comparaison de celui établi en 1999, qui était de 582 — la population, il est vrai, n'atteignant alors que 872 habitants, contre 1219 en 2009. En dépit des apparences, le taux d'activité est en réalité en nette baisse, et est passé de 72,2 % des actifs en 1999 à 67,6 % des actifs en 2009. L'attractivité de la commune s'est pourtant renforcée, et s'ils n'étaient que 17,1 % à avoir un emploi dans la commune en 1999, ils sont désormais 18,2 %.
Si la grande majorité des actifs travaille dans une autre commune (81,8 %), ces mêmes actifs ne sont que peu nombreux à travailler en dehors de la Charente-Maritime (0,4 %) ou en dehors de l'ex-Poitou-Charentes (2 %), alors qu'en 1999, ces chiffres s'établissaient respectivement à 0,9 % et 4 %. Ces chiffres sont symptomatiques de la forte attraction exercée par Royan et sa proche périphérie, principal pôle économique des environs.
Le taux de chômage des 15-64 ans, particulièrement élevé en 1999 (16,9 % !) a subi une forte baisse au cours des dix dernières années, du fait du renforcement économique de Royan et de son bassin d'emploi. Il est de « seulement » 12 % en 2009, chiffre inférieur à la moyenne départementale (12,3 %).
Un « point emploi » a été mis en place dès 1992 à La Tremblade, le chef-lieu du canton, pour tenter de réguler ce problème et aider les personnes concernées à s'adapter aux changements du marché du travail. Devenu un des quatre « CR2i » (centre de ressources et d’informations intercommunal) de l'agglomération royannaise (avec ceux de Royan, Saujon et Cozes), il fonctionne en partenariat avec la maison de l'emploi du Pays Royannais, le pôle emploi de Royan, la maison des saisonniers et la mission locale du Pays Royannais, et permet de consulter des offres d'emploi, de bénéficier d'aide pour certaines démarches (rédaction de CV, préparation d'entretiens d'embauche) et de participer à des réunions d'information collective.

### Entreprises et commerces
Saint-Augustin est au cœur d'un bassin d'emploi particulièrement attractif, la zone d'emploi de Royan (issue de la partition de l'ancienne zone d'emploi Saintonge maritime, qui regroupait de nombreuses communes du Pays Rochefortais, du Pays Marennes-Oléron et du Pays Royannais), forte de 27 753 emplois en 2008. La zone d'emploi de Royan est, avec celle de La Rochelle, la plus dynamique de l'ex-région Poitou-Charentes, toutes deux profitant « d'un tissu économique et d'une démographie dynamiques » (Insee). La croissance y est particulièrement soutenue, du fait du développement des activités tertiaires.

La nouvelle esplanade commerciale en cours d'achèvement (juin 2016) et le supermarché Proxi Super.

105 établissements étaient recensés dans la commune par les services de l'Insee au 31 décembre 2010, essentiellement des très petites entreprises : 16,2 % ont en effet des effectifs compris entre un et neuf salariés, et 1,9 % ont plus de dix salariés. Le secteur prédominant est celui du commerce et des services (60 % des actifs), conséquence de l'intégration de plus en plus marquée au tissu économique de l'agglomération royannaise et du développement du tourisme, qui ne concerne plus exclusivement les seules communes littorales. À peu de distance des stations balnéaires de la côte de Beauté (Les Mathes ne sont qu'à quatre kilomètres, Saint-Palais-sur-Mer à 5,6 kilomètres), la commune a progressivement modernisé ses infrastructures d'accueil. Elle compte désormais plusieurs campings, résidences de vacances, gites et maisons d'hôtes, et s'est dotée d'un office de tourisme. Autre secteur important, celui de la construction est ici en plein développement, et concerne 18,1 % des actifs (contre 10,6 % au niveau départemental). Vient ensuite le secteur de l'administration publique, enseignement, santé et action sociale (10,5 %). Les secteurs de l'agriculture, de la viticulture et la filière bois conservent une place importante dans la commune, qui reste une enclave semi-rurale au cœur de l'agglomération royannaise. Ces activités arrivent en troisième position et concernent 8,6 % des actifs. La sylviculture est une activité traditionnelle dans la commune, du fait de la proximité de la forêt de la Coubre. La forestière des Bois est la principale entreprise de ce secteur. L'industrie n'est représentée que par quelques entreprises, et ne concerne qu'un nombre limité d'actifs (2,9 %).
Saint-Augustin compte quelques commerces de proximité. Parmi ceux-ci figurent un supermarché Coop, une boulangerie-pâtisserie, un tabac-presse, un restaurant, un coiffeur, un antiquaire et un garagiste. En saison s'ajoutent une pizzeria, un fast-food ambulant, une cafétéria et une supérette saisonnière Vival dans le quartier du Bourg, à proximité des campings. L'artisanat est représenté par plusieurs entreprises de maçonnerie, de plomberie, de plâtrerie, de plaquisterie, de menuiserie, d'électricité, de peinture et un paysagiste.
Les grandes surfaces les plus proches sont concentrées à Saint-Palais-sur-Mer (Super U), Arvert (Super U, Carrefour Market, Aldi), à La Tremblade (Intermarché, U Express) et dans l'agglomération royannaise (CC Val Lumière — Hyper Intermarché — à Vaux-sur-Mer et CC Royan II — E.Leclerc — à Royan).

## Toponymie
Le toponyme fait référence à Augustin d'Hippone, auquel la paroisse d'origine a été dédiée.
La première mention écrite de Saint-Augustin se trouve dans une charte datée de 1075 - 1083.
Pendant la Révolution, la commune prendra brièvement le nom de La Forêt pour effacer toute connotation religieuse liée à l'Ancien Régime.
La municipalité privilégie de nos jours pour sa communication ainsi que sur son site internet l'appellation Saint-Augustin-sur-Mer. Néanmoins ce toponyme, qui permet éventuellement aussi de la distinguer des autres Saint-Augustin de France, n'est pas officiel. Cette appellation n'est cependant pas nouvelle : on la trouve notamment sur la carte de Cassini au XVIIIe siècle. Elle s'explique par le fait que Saint-Augustin se trouvait autrefois en bordure d'un golfe marin appelé Barbareu (actuel marais de Saint-Augustin). Le village a donc longtemps été en bord de mer, même si aujourd'hui, elle n'a plus d'accès à l'océan.

## Histoire
L'occupation humaine du site de Saint-Augustin est très ancienne, et des ateliers gaulois d'extraction du sel ont été découverts dans la commune. À cette époque, une partie du territoire est couvert par un vaste golfe marin, dit golfe d'Arvert (on parlera plus tard de golfe, ou d'étang, de Barbareu). La technique utilisée consistait à faire chauffer de l'eau de mer dans de petits récipients en céramique jusqu'à complète évaporation, puis à briser le contenant pour révéler de petits pains de sel, denrée rare et précieuse, souvent utilisée comme monnaie (c'est de là que dérive le mot salaire). On retrouve cette technique dans toute la région, notamment dans la presqu'île d'Arvert, dans celle de Marennes et sur les bords de Gironde.
L'histoire de Saint-Augustin demeure méconnue jusqu'au milieu du Moyen Âge. Il en est fait mention pour la première fois dans une charte datée de 1075 - 1083, faisant état de la donation de l'église paroissiale à l'abbaye Saint-Étienne de Vaux, tout juste fondée (en 1075) par Pierre et Arnaud de Gémon, de la maison de Mortagne. L'abbaye y installe un prieuré et met en valeur les terres agricoles. En 1234, Hugues de Tonnay lui concède également « le droit de chauffage et le droit d'usage dans la forêt de Corles » (Courlay). En 1360, le droit de « dépesser » les pins — c'est-à-dire d'en récolter la résine — est cependant concédé à Madame de Saint-Palais « dès le lieu de Petzallat jusques partout la paroisse de Saint-Augustin ». Un changement climatique majeur, appelé « petit âge glaciaire », entraîne des hivers de plus en plus froids à partir du XVe siècle, dans une région déjà fort malmenée par les guerres continuelles que se sont livrées seigneurs du parti français ou du parti anglo-aquitain pendant plus d'un siècle et par les fréquentes épidémies. Ces mauvaises conditions sont source d'un besoin accru en bois de chauffage, que l'on prélève dans la forêt de Corles voisine. Ces déboisements inconsidérés sur un sol constitué de dunes fixées par la végétation va peu à peu entraîner la remobilisation des sables, qui, en avançant inexorablement après chaque tempête, empiètent de plus en plus sur les surfaces agricoles, comblent progressivement le golfe de Barbareu — important débouché, où un port actif a été aménagé plusieurs siècles auparavant — et finissent par menacer jusqu'aux habitations. Ce phénomène se retrouve dans toute la presqu'île d'Arvert, où un proverbe disait que les montagnes (les dunes) marchaient.
En 1534, Calvin tient des discours à Angoulême et à Poitiers que de jeunes moines saintongeais entendent. La Réforme sera bientôt prêchée dans toute la presqu'île d'Arvert et vers 1550, la majorité de la population est protestante.
En 1548, à l'instar d'une partie des provinces du Sud-Ouest (Aunis, Saintonge, Angoumois, Guyenne), la paroisse se révolte contre la décision du roi Henri II de revenir sur leur statut de « pays rédimés ». Le désir du souverain d'imposer la gabelle dans la région entraîne une flambée de violence, la révolte des Pitauds, rapidement contenue par le connétable Anne de Montmorency, qui réprime cette jacquerie avec fermeté. Il affirme : « il faut, pour rétablir l'obéissance dans les contrées révoltées, exterminer jusqu'au dernier de leurs habitants pour les repeupler de nouvelles familles... ». En dépit des brutalités de la soldatesque et de quelques « exemples » destinés à marquer les esprits, cette mesure ne sera heureusement pas suivie d'effet, et la révolte se conclura par le pardon du roi... et le maintien des privilèges. Cependant, en guise de punition, la paroisse est sommée de livrer les cloches de son église, qui avaient sonné le tocsin de la révolte. Cette mesure n'était pas seulement symbolique : à cette époque, les cloches rythmaient la vie et les travaux des champs. L'historien Yves Delmas écrit à ce propos : « elles absentes, une chape de silence s'abat sur le pays. La vie collective s'en trouve désorganisée ».

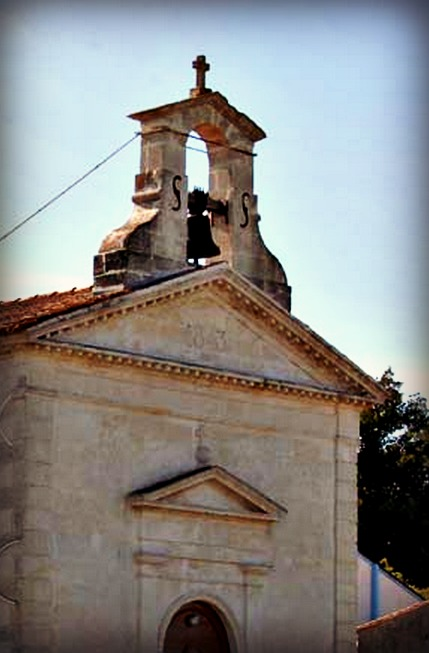
La façade de l'église Saint-Augustin (1843).

Les guerres de religion marquent durablement la paroisse, au point qu'au XVIIe siècle, il n'y a à Saint-Augustin « ni clocher, ni croix ». Les Protestants forment la majorité de la population, mais ne disposent pas de temple dans la paroisse. Si le culte est toléré, on cherche cependant par tous les moyens à convertir les brebis égarées. En 1644, les cultes protestants sont interdits en Arvert. En 1681, des soldats de la monarchie, les Dragons, arrivent dans la région pour accélérer les conversions. C'est dans ce contexte que la paroisse voisine d'Étaules va devenir un centre d'abjuration. La révocation de l'Édit de Nantes (édit de Fontainebleau) par Louis XIV en 1685 va accélérer l'exode des protestants de la presqu'île, malgré l'interdiction qui leur est faite de quitter la France. Des passeurs sont arrêtés et les fugitifs envoyés aux galères. Le culte devient clandestin, et est célébré dans des granges, des maisons particulières, en plein air, et parfois, en pleine mer : c'est l'époque « du désert ».
En 1698, Saint-Augustin est intégrée à la généralité de La Rochelle (élection de Saintes). Les registres d'imposition datant de cette époque indiquent que la paroisse produit essentiellement du blé et du vin, et qu'elle est abonnée à hauteur de 1520 livres au duc de Châtillon et au sieur de Villeneuve. En 1709, l'ingénieur et géographe Claude Masse décrit une forêt de Royan (c'est sous ce nom qu'est désormais désignée la forêt de Corles ou Courlay) « presque toute de bois de pin ou pinade (...), cette forest n'est que des dunes qui forment un grand ensemble de valons et de buttes ». Le golfe de Barbareu a laissé la place à un grand marais « qui sont partie de l'année inondez », où les épidémies de paludisme et de fièvres ne sont pas rares.
À l'aube de la Révolution, Saint-Augustin est une paroisse du marquisat de Royan, jouxtant les terres de la baronnie d'Arvert. Lors de la réorganisation territoriale de 1789, la nouvelle commune est intégrée au département de la Charente-Inférieure. En 1793, en pleine période de déchristianisation, Saint-Augustin adopte le nom de La Forêt.
En 1810, suivant en cela l'exemple de la Gironde et des Landes, un décret impérial prescrit l'ensemencement des dunes avec des graines de pins, arbre qu'on trouve à l'état naturel dans la région depuis des siècles. C'est l'acte de naissance de la forêt domaniale de la Coubre, qui mettra cependant plusieurs décennies à se concrétiser dans le secteur de Saint-Augustin. Portés par les vents d'ouest, les masses de sable en constant mouvement s'avancent dangereusement et forment une large coulée. En 1819, un ingénieur note à ce propos : « le coulier ou ventouse qui s'est formé au travers de la forêt de Saint-Augustin et qui s'élargit et s'avance tous les jours en déversant des sables sur le marais doux de cette commune doit effrayer sur les suites de la mobilité des sables dans cette contrée. ». Il faut attendre 1824 pour que de — timides — travaux de plantation débutent dans le secteur, et que cette coulée de sable soit enfin stoppée. Néanmoins, en 1830, près de 25 % du territoire est encore couvert de sable, formant un petit désert inculte. En parallèle, la commune se transforme. L'ancienne église romane, en bien piteux état, est jugée insalubre et démolie. Un contrat passé avec la propriétaire du logis du Breuil fait de la chapelle de ce domaine la nouvelle église paroissiale, moyennant quelques transformations. Un temple protestant est érigé à proximité. Une mairie moderne (actuelle salle Jean-Moulin) et une école primaire sont également construites.
Au mois de juin 1940, un détachement de la 44e division de la Wehrmacht prend possession du bourg, prélude d'une occupation appelée à durer près de cinq ans. En 1944, après le débarquement de Normandie, la pression des FFI se fait de plus en plus intense, de nombreuses villes du département étant libérées durant en quelques semaines, pendant l'été (Jonzac, Saintes, Rochefort). Sur l'ordre d'Adolf Hitler, les occupants aux abois s'enferment dans plusieurs poches de résistances éparpillées autour de points névralgiques du littoral. La poche de Royan, mise en place à l'automne 1944, intègre la totalité de la presqu'île d'Arvert, où de nombreux éléments défensifs sont mis en place par les Allemands. Les combats de la libération (opération Vénérable) débutent le 14 avril 1945., « jour K ». La reconquête de cette partie de la presqu'île d'Arvert est confiée au groupement ouest de la division Gironde, sous les ordres du général d'Anselme. Le 16 avril à midi, Saint-Augustin est libérée. Les dernières troupes allemandes du réduit de La Coubre se rendent deux jours plus tard, 18 avril, à 8 heures du matin. Le 22, le général de Gaulle préside une revue militaire dans la commune voisine des Mathes.
Après guerre, Saint-Augustin se partage entre sa vocation agricole et maraîchère, l'exploitation du bois et le tourisme. La population croît progressivement, et peu à peu, des lotissements voient le jour. Le 20 août 1976, un violent incendie ravage la forêt de la Coubre, dévastant 1070 hectares boisés sur la commune. Une petite partie de ce massif sera rachetée par le Conservatoire du littoral, et deviendra la forêt des Combots d'Ansoine, réserve naturelle protégée. En 1999, la forêt souffre terriblement du passage de la tempête Martin. Des rafales proches de 200 km/h balaient la région et y cause de sérieux dégâts.
De nos jours, la commune, en marge de la côte de Beauté, tend à devenir une petite cité résidentielle, où le tourisme occupe une place croissante.

## Politique et administration

### Administration municipale
De 1789 à 1799, en vertu de la loi du 14 décembre 1789, les agents municipaux (maires) sont élus au suffrage direct pour deux ans et rééligibles, par les citoyens actifs de la commune âgés d'au moins 25 ans, contribuables payant une contribution au moins égale à trois journées de travail dans la commune. Sont éligibles ceux qui paient un impôt équivalent au moins à dix journées de travail.
De 1799 à 1848, La constitution du 22 frimaire an VIII (13 décembre 1799) revient sur l’élection du maire, les maires sont nommés par le préfet pour les communes de moins de 5 000 habitants. La Restauration instaure la nomination des maires et des conseillers municipaux. Après les lois organiques 1831, les maires sont nommés (par le roi pour les communes de plus de 3 000 habitants, par le préfet pour les plus petites), mais les conseillers municipaux sont élus au suffrage censitaire pour six ans.
Du 3 juillet 1848 à 1851, les maires sont élus par le conseil municipal pour les communes de moins de 6 000 habitants.
De 1851 à 1871, les maires sont nommés par le préfet, pour les communes de moins de 3 000 habitants et pour 5 ans à partir de 1855. Après 1871, les maires sont de nouveau élus, sauf dans les chefs-lieux (de départements, d'arrondissements ou de cantons).
Ce n'est que le 28 mars 1882, qu'une loi sur l’organisation municipale (encore en vigueur) est votée, et qui régit le principe de l'élection du maire et des adjoints par le conseil municipal, quelle que soit l'importance de la commune (sauf pour Paris). La loi du 5 avril 1884 fixe le mandat à quatre ans, durée portée le 10 avril 1929 à six ans.
La commune ayant moins de 3 500 habitants l'élection des conseillers municipaux est au scrutin majoritaire plurinominal à deux tours, avec panachage :
- au premier tour, des candidats sont élus s'ils ont obtenu la majorité absolue et le vote d'au moins le quart des électeurs inscrits[62] ;
- au second tour, la majorité relative suffit. Les listes ne sont pas obligatoires. Les suffrages sont comptabilisés individuellement, et le panachage est autorisé.

De par sa taille, la commune dispose d'un conseil municipal de 15 membres (article L2121-2 du Code général des collectivités territoriales).

### Tendances politiques et résultats
Résultats du second tour des élections présidentielles de 2017, 2012, 2007 et 2002 :
- élection présidentielle de 2017 : 57,92 % pour Emmanuel Macron (EM!), 42,08 % pour Marine Le Pen (FN). Participation : 76,96 %[65]
- élection présidentielle de 2012 : 59,19 % pour Nicolas Sarkozy (UMP), 40,81 % pour François Hollande (PS). Participation : 84,83 %[66]
- élection présidentielle de 2007 : 64,50 % pour Nicolas Sarkozy (UMP), 35,50 % pour Ségolène Royal (PS). Participation : 87,67 %[67]
- élection présidentielle de 2002 : 80,84 % pour Jacques Chirac (RPR), 19,16 % pour Jean-Marie Le Pen (FN). Participation : 85,17 %[68]

Résultats des élections législatives de 2017, 2012, 2007 et 2002 :
- élections législatives de 2017 :
- élections législatives de 2012 : 54,00 % pour Didier Quentin (UMP), 46,00 % pour Vincent Barraud (PRG). Participation : 58,21 %[69]
- élections législatives de 2007 : 56,99 % pour Didier Quentin (UMP), 15,63 % pour Vincent Barraud (PRG). Participation : 64,05 %[70]
- élections législatives de 2002 : 64,54 % pour Didier Quentin (RPR), 35,46 % pour Régine Joly (PS). Participation : 59,57 %[71]

Résultats des élections régionales de 2015, 2010 et 2004 :
- élections régionales de 2015 : 38,85 % pour Virginie Calmels (UMP), 31,78 % pour Alain Rousset (PS), 29,37 % pour Jacques Colombier (FN). Participation : 55,72 %[72]
- élections régionales de 2010 : 56,97 pour Dominique Bussereau (UMP), 43,03 % pour Ségolène Royal (PS). Participation : 48,74 %[73]
- élections régionales de 2004 : 42,86 % pour Ségolène Royal (PS), 41,39 % pour Élizabeth Morin (UMP), 15,76 % pour Jean-Romée Charbonneau (FN). Participation : 65,55 %[74]

### Région
À la suite de la réforme administrative de 2014 ramenant le nombre de régions de France métropolitaine de 22 à 13, la commune appartient depuis le 1er janvier 2016 à la région Nouvelle-Aquitaine, dont la capitale est Bordeaux. De 1972 au 31 décembre 2015, elle a appartenu à la région Poitou-Charentes, dont le chef-lieu était Poitiers.

### Canton
Saint-Augustin est une des neuf communes du canton de La Tremblade, dont elle est, en 2015, une des communes les moins peuplées, devant Mornac-sur-Seudre.

### Intercommunalité
Saint-Augustin est une des 33 communes de la Communauté d'agglomération Royan Atlantique, structure intercommunale centrée sur Royan.

### Instances judiciaires
Saint-Augustin dépend du tribunal d'instance et du conseil de prud'hommes de Rochefort, du tribunal de grande instance, du tribunal pour enfants et du tribunal de commerce de La Rochelle, du tribunal administratif et de la cour d'appel de Poitiers. La cour administrative d'appel est à Bordeaux

### Fiscalité locale
| Taxe                                                | part communale | Part intercommunale | Part départementale | Part régionale |
| --------------------------------------------------- | -------------- | ------------------- | ------------------- | -------------- |
| Taxe d'habitation (TH)                              | 14.96 %        | 0.00 %              | 7.12 %              | 0.00 %         |
| Taxe foncière sur les propriétés bâties (TFPB)      | 19.85 %        | 0.00 %              | 14.01 %             | 3.32 %         |
| Taxe foncière sur les propriétés non bâties (TFPNB) | 74.80 %        | 0.00 %              | 29.17 %             | 8.63 %         |
| Cotisation foncière des entreprises (CFE)           | 0.00 %         | 22.54 %             | 0.00 %              | 0.00 %         |

La part régionale de la taxe d'habitation n'est pas applicable.
La taxe professionnelle est remplacée en 2010 par la cotisation foncière des entreprises (CFE) portant sur la valeur locative des biens immobiliers et par la contribution sur la valeur ajoutée des entreprises (CVAE) (les deux formant la contribution économique territoriale (CET) qui est un impôt local instauré par la loi de finances pour 2010).

## Population et société

### Démographie

#### Évolution démographique
L'évolution du nombre d'habitants est connue à travers les recensements de la population effectués dans la commune depuis 1793. Pour les communes de moins de 10 000 habitants, une enquête de recensement portant sur toute la population est réalisée tous les cinq ans, les populations de référence des années intermédiaires étant quant à elles estimées par interpolation ou extrapolation. Pour la commune, le premier recensement exhaustif entrant dans le cadre du nouveau dispositif a été réalisé en 2006.

En 2022, la commune comptait 1 503 habitants, en évolution de +12 % par rapport à 2016 (Charente-Maritime : +4,04 %, France hors Mayotte : +2,11 %).
| 1793  | 1800 | 1806 | 1821 | 1831 | 1836 | 1841 | 1846 | 1851 |
| ----- | ---- | ---- | ---- | ---- | ---- | ---- | ---- | ---- |
| 1 506 | 527  | 502  | 427  | 541  | 510  | 527  | 521  | 514  |

| 1856 | 1861 | 1866 | 1872 | 1876 | 1881 | 1886 | 1891 | 1896 |
| ---- | ---- | ---- | ---- | ---- | ---- | ---- | ---- | ---- |
| 528  | 460  | 518  | 512  | 499  | 490  | 442  | 498  | 469  |

| 1901 | 1906 | 1911 | 1921 | 1926 | 1931 | 1936 | 1946 | 1954 |
| ---- | ---- | ---- | ---- | ---- | ---- | ---- | ---- | ---- |
| 500  | 470  | 448  | 391  | 377  | 391  | 376  | 423  | 460  |

| 1962 | 1968 | 1975 | 1982 | 1990 | 1999 | 2006  | 2011  | 2016  |
| ---- | ---- | ---- | ---- | ---- | ---- | ----- | ----- | ----- |
| 432  | 493  | 539  | 634  | 742  | 851  | 1 156 | 1 281 | 1 342 |

| 2021  | 2022  | - | - | - | - | - | - | - |
| ----- | ----- | - | - | - | - | - | - | - |
| 1 462 | 1 503 | - | - | - | - | - | - | - |

#### Pyramide des âges
La population de la commune est relativement âgée.
En 2018, le taux de personnes d'un âge inférieur à 30 ans s'élève à 25,1 %, soit en dessous de la moyenne départementale (29 %). À l'inverse, le taux de personnes d'âge supérieur à 60 ans est de 38,8 % la même année, alors qu'il est de 34,9 % au niveau départemental.
En 2018, la commune comptait 667 hommes pour 707 femmes, soit un taux de 51,46 % de femmes, légèrement inférieur au taux départemental (52,15 %).
Les pyramides des âges de la commune et du département s'établissent comme suit.
| Hommes | Classe d’âge | Femmes |
| ------ | ------------ | ------ |
| 1,8    | 90 ou +      | 5,6    |
| 9,5    | 75-89 ans    | 11,3   |
| 24,5   | 60-74 ans    | 24,7   |
| 21,0   | 45-59 ans    | 20,5   |
| 15,0   | 30-44 ans    | 15,7   |
| 13,4   | 15-29 ans    | 8,7    |
| 14,8   | 0-14 ans     | 13,6   |

| Hommes | Classe d’âge | Femmes |
| ------ | ------------ | ------ |
| 1,1    | 90 ou +      | 2,6    |
| 10,1   | 75-89 ans    | 12,6   |
| 22     | 60-74 ans    | 23,2   |
| 20,1   | 45-59 ans    | 19,7   |
| 16,1   | 30-44 ans    | 15,6   |
| 15,2   | 15-29 ans    | 12,7   |
| 15,4   | 0-14 ans     | 13,6   |

### Enseignement
Saint-Augustin dépend de l'académie de Poitiers, en zone A. La commune compte une école primaire publique, l'école des Chênes, qui dispose de quatre classes. Les enfants y sont accueillis à partir de 2 ans et demie. Elle bénéficie du programme « école numérique rurale » (du plan de relance économique de la France de 2008-2009) qui permet aux élèves de travailler sur différents supports (tableau pédagogique interactif, ordinateurs personnels). Le projet, validé en 2010, a été subventionné par l'inspection académique à hauteur de 9000 €. L'école dispose d'un restaurant scolaire, qui fonctionne en partenariat avec la société Api restauration, sous le contrôle d'une diétécienne diplômée d'État. Deux services sont organisés quotidiennement, à 11 heures 45 et 12 heures 15. Des repas à thème sont mis en œuvre ponctuellement (repas de Noël, repas exotiques, etc.). Des activités extra-scolaires sont organisées régulièrement (sorties pédagogiques, sport, etc.). L'école a signé une convention avec la piscine de La Lande, à Saujon, afin que les élèves puissent bénéficier de cours de natation.
Un accueil périscolaire a été mis en place afin de faciliter la vie professionnelle des parents. Il ouvre chaque matin à 7 heures 45 et reste ouvert le soir jusqu'à 18 heures 30.
Les élèves du second cycle sont dirigés vers le collège Fernand-Garandeau de La Tremblade, Saint-Augustin dépendant du secteur scolaire de cette ville. Par dérogation, certains élèves peuvent être scolarisés au collège Henri-Dunant de Royan, géographiquement bien plus proche. Les lycées du secteur sont situés à Royan.
Le réseau de transports urbains Cara'Bus est chargé du transport des élèves. Le circuit 1 permet de rejoindre le collège de La Tremblade depuis plusieurs stations du centre-ville (La Chevaille, Les Breuils, Le Temple, Saint-Augustin-Mairie, Aire de l'Yeuse, Le Bourg).

### Politique jeunesse
La politique jeunesse est pensée à l'échelle du canton de La Tremblade. Elle est gérée par un Sivom (Syndicat intercommunal à vocations multiples) et a pour vocation d'accueillir les enfants en dehors des périodes scolaires. Il se compose de trois pôles : petite enfance, enfance (3/12 ans) et jeunesse (13/18 ans).

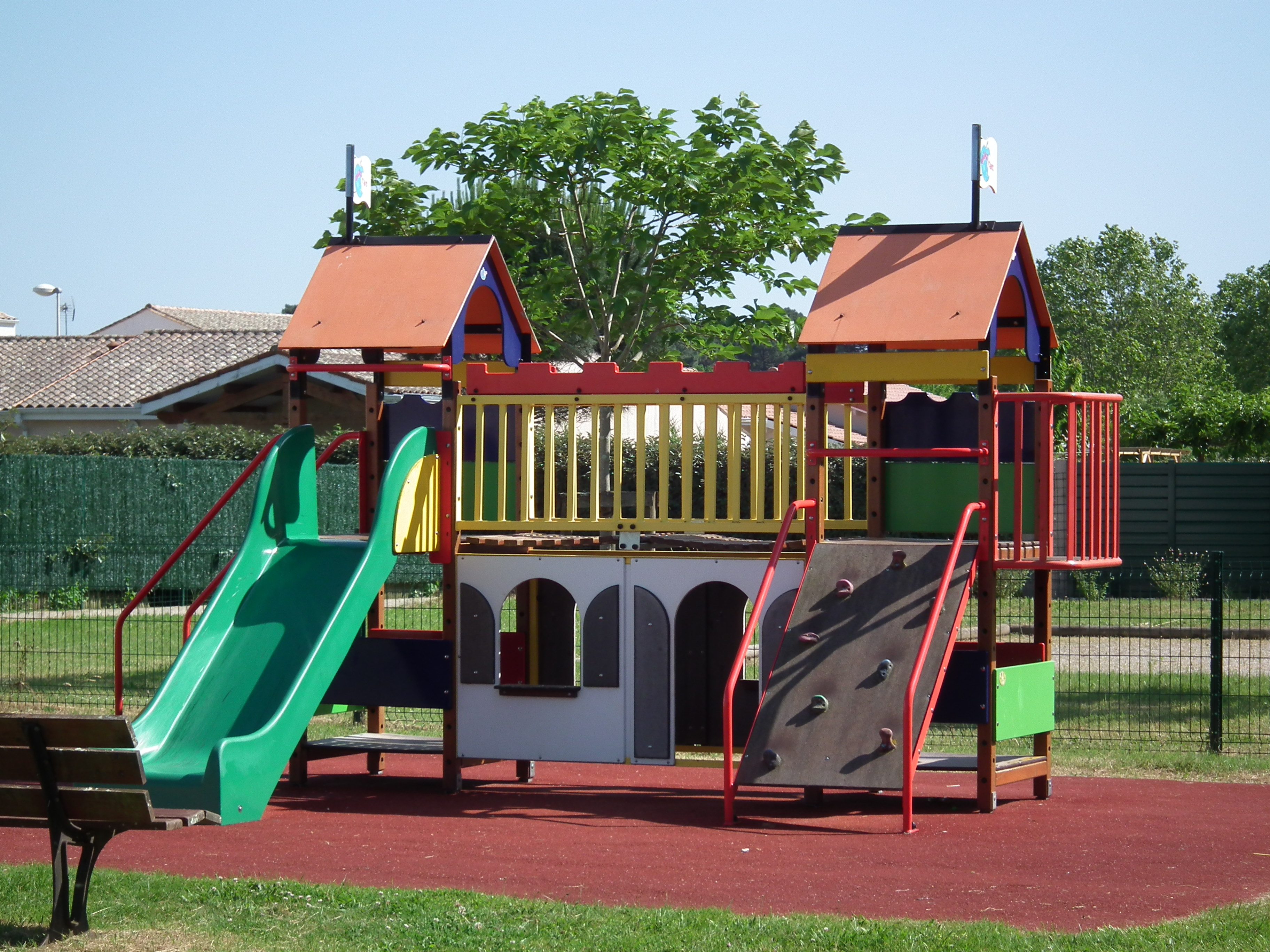
Une aire de jeu est située en centre-bourg.

Le canton de La Tremblade dispose de trois crèches situées à Arvert (« La Farandole » et « Pirouettes Cacahuètes ») et La Tremblade (« Les petites goules ») accueillant en priorité les enfants du secteur. La volonté des élus communautaires de favoriser l’implantation de jeunes ménages a cependant conduit à la multiplication des structures d’accueil (douze crèches ont été construites dans toute l’agglomération royannaise) et à la segmentation de la communauté d’agglomération en quatre secteurs, disposant chacun d’un relais accueil petite enfance où parents, enfants et professionnels peuvent se rencontrer. Saint-Augustin dépend ainsi du secteur Nord, centré sur Arvert, ville où est implantée une salle de motricité et le centre de loisirs cantonal, ouvert aux enfants à partir de trois ans. C'est un centre de loisirs sans hébergement proposant des activités manuelles, des ateliers d'expression, des jeux ou des sorties (accro-branche, piscine, équitation, etc.). Des mini-camps sont organisés pendant l'été.
La « Maison de La Treille », à La Tremblade, est destinée aux jeunes de 13 à 18 ans résidant dans le canton. Elle propose des activités sportives, des ateliers, des sorties (surf, paint-ball, plongée, etc.) et offre une salle avec des jeux vidéo et un accès internet. Les jeunes peuvent également soumettre leurs propres projets.
Toujours dans l’optique de favoriser l’installation de jeunes couples avec enfants, la municipalité a investi dans une petite aire de jeu, construite dans le principal lotissement du centre-bourg, aux abords de l’église. Entièrement sécurisée par une barrière, elle est ouverte aux enfants de 2 à 7 ans et compte sur une cabane d’éveil avec toboggan et deux jeux à ressort. Son agrandissement pourrait intervenir au fur et à mesure de l’accroissement de la commune, dans les années à venir.

### Santé et sécurité
Longtemps dépourvue de toute infrastructure médicale, la commune dispose d'un cabinet d'infirmières libérales, équipé depuis le mois de juillet 2021 d'une télécabine de médecin permettant des consultations à distance. La réalisation d'un pôle médical, regroupant également un médecin généraliste et une équipe de kinésithérapeutes s'est achevée dans le courant de l'année 2023. D'autres cabinets de médecine généraliste sont situés dans les communes voisines de Saint-Palais-sur-Mer, Étaules, Les Mathes et Breuillet. La ville de Royan toute proche offre une palette de soins plus étendue, avec la présence de nombreux spécialistes, d'un centre hospitalier disposant d'un service d'urgences et de deux cliniques privées.
La sécurité des biens et des personnes est assurée par la gendarmerie de La Tremblade. Cette ville accueille également un centre de secours des sapeurs-pompiers, tout comme la commune voisine de Saint-Palais-sur-Mer.

### Sports

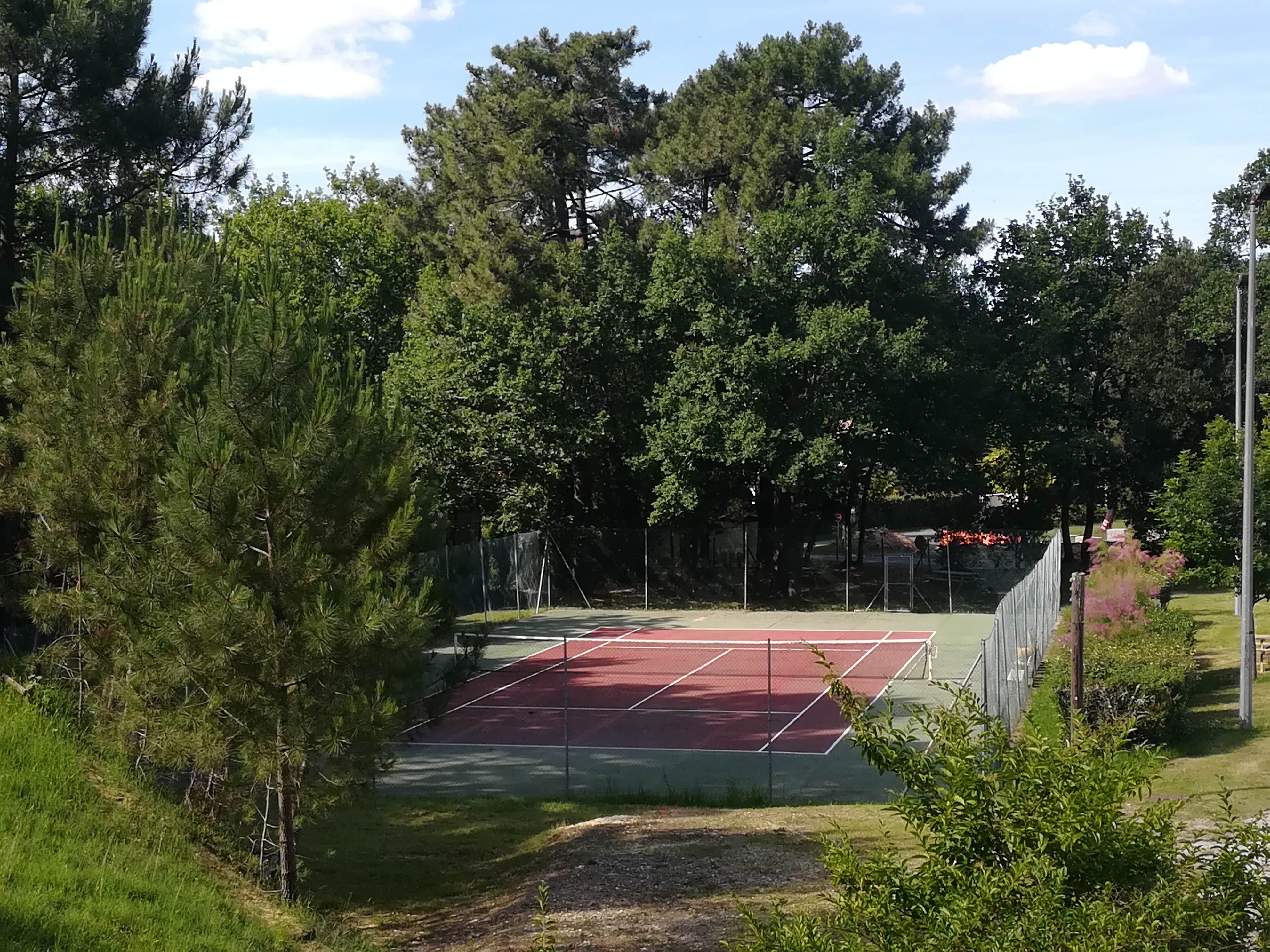
Le court de tennis de l'aire de l'Yeuse.

La commune dispose d'un stade municipal où évolue l'équipe de football locale, le FC Saint-Augustin. Non loin de là, l'aire de l'Yeuse accueille un court de tennis et un petit parcours sportif (CRAPA — Circuit rustique d'activités physiques aménagées) installé depuis 2017 dans la forêt des Combots sur le modèle du CRAPA de Saint-Georges-de-Didonne.
Chaque année au mois d'août, la commune organise une course pédestre, les « 12 kilomètres de Saint-Augustin ». La commune et l'office du tourisme s'associent chaque année à une manifestation hippique organisée à l'hippodrome de Royan-Côte de Beauté, le « prix de l'office du tourisme de Saint-Augustin » (course attelée de 2 475 mètres).
Un club de judo (Saint-Palais-Saint-Augustin) a été créé, de même qu'un club de randonnée. Des sorties sont organisées chaque semaine entre le 15 septembre et le 15 juin (hors mauvais temps), à raison d'une randonnée le jeudi matin à 9 heures 30 (parcours sportif de 10 à 15 kilomètres) et d'une sortie plus « tranquille » le lundi matin à 10 heures (parcours de 5 à 7 kilomètres).

### Médias

#### Télévision
Les émetteurs de Royan-Vaux-sur-Mer et de Niort-Maisonnay permettent la réception des 18 chaînes gratuites de la télévision numérique terrestre (TNT) dans l'ensemble de la commune, dont le décrochage local de France 3 Nouvelle-Aquitaine (France 3 Poitou-Charentes). Le 31 mai 2009, l'émetteur de forte puissance a été parmi les premiers à diffuser un nouveau multiplexe, permettant la réception des premières émissions de télévision haute définition (HD).

#### Radio
La plupart des radios nationales présentes dans le département peuvent être écoutées dans la commune. Les informations départementales sont relayées par la station de radio publique France Bleu La Rochelle. Les stations de radio locales pouvant être écoutées dans la commune sont principalement Vogue Radio (radio locale des agglomérations de Marennes et de La Tremblade), Demoiselle FM (généraliste, émettant depuis Rochefort, et disposant de studios à Saint-Georges-de-Didonne), Terre Marine FM (généraliste, émettant depuis Fouras), Mixx radio (techno, dance et musiques électroniques, émettant depuis Cognac et reprise par le réémetteur de Saintes), et RCF Accords Charente-Maritime (religieuse, émettant depuis La Rochelle). Wit FM (généraliste, émettant depuis Bordeaux) peut parfois être captée, mais de façon plus aléatoire, en fonction des conditions climatiques.

#### Presse
La presse locale est représentée par le quotidien Sud Ouest, dont le siège est à Bordeaux, et qui dispose d'une rédaction locale à Royan, et par l'hebdomadaire Le Littoral de la Charente-Maritime, dont le siège est à Marennes.

#### Internet haut débit
Un répartiteur téléphonique est implanté dans la commune voisine de Saint-Palais-sur-Mer (Courlay). En 2013, il est dégroupé par plusieurs opérateurs alternatifs (SFR, Free et Bouygues Telecom), en plus de l'opérateur historique, Orange. ADSL, ADSL 2+, Re-ADSL 2 et la télévision par ADSL sont disponibles dans la commune. La fibre est installée sur la commune ainsi que le développement de la 4g et 5g via plusieurs opérateurs.

### Cultes
Saint-Augustin appartient au diocèse catholique de La Rochelle et Saintes, lui-même subdivision de la province ecclésiastique de Poitiers depuis 2002 (de la province ecclésiastique de Bordeaux avant cette date) et au doyenné de Royan. La paroisse est comprise dans le secteur pastoral Saint-Hilaire en Pays Royannais, centré sur Saint-Sulpice-de-Royan. La messe est célébrée en l'église Saint-Augustin selon les deux principales formes du rite romain : les premier et troisième dimanche du mois, selon la forme extraordinaire (messe tridentine) en latin, par un prêtre de l'Institut du Christ-Roi Souverain Prêtre, et le deuxième dimanche de chaque mois à 10 heures 30 et le quatrième samedi du mois à 18 heures, selon la forme ordinaire (en français).
Pour l'Église réformée, Saint-Augustin appartient à la paroisse protestante Saintonge-Océan. Le culte est célébré chaque dimanche à 10 heures 30 au temple de Courlay (Saint-Palais-sur-Mer) et ponctuellement au temple de Charosson.
Les autres confessions ne disposent pas de lieu de culte dans la commune.

### Marché
En saison (de Pâques à la Toussaint) le marché se tient deux fois par semaine sur la placette de La Poste, le mardi et le samedi matin. Il rassemble divers producteurs locaux parmi lesquels un primeur, un boucher-charcutier, un fromager ou encore un vendeur de spiritueux.

## Culture locale et patrimoine

### Lieux et monuments

#### Église Saint-Augustin
L'ancienne église de Saint-Augustin, de fondation médiévale, se trouvait dans le quartier du Bourg, sur une petite éminence rocheuse qui dominait autrefois le golfe du Barbareu et un petit port de pêche. Conformément à la tradition, elle était entourée d'un petit cimetière. Dépendance de l'abbaye Saint-Étienne de Vaux, elle se trouve dans un état de délabrement avancé au début du XIXe siècle, et nécessite de profonds travaux de restauration que la commune ne peut financer.

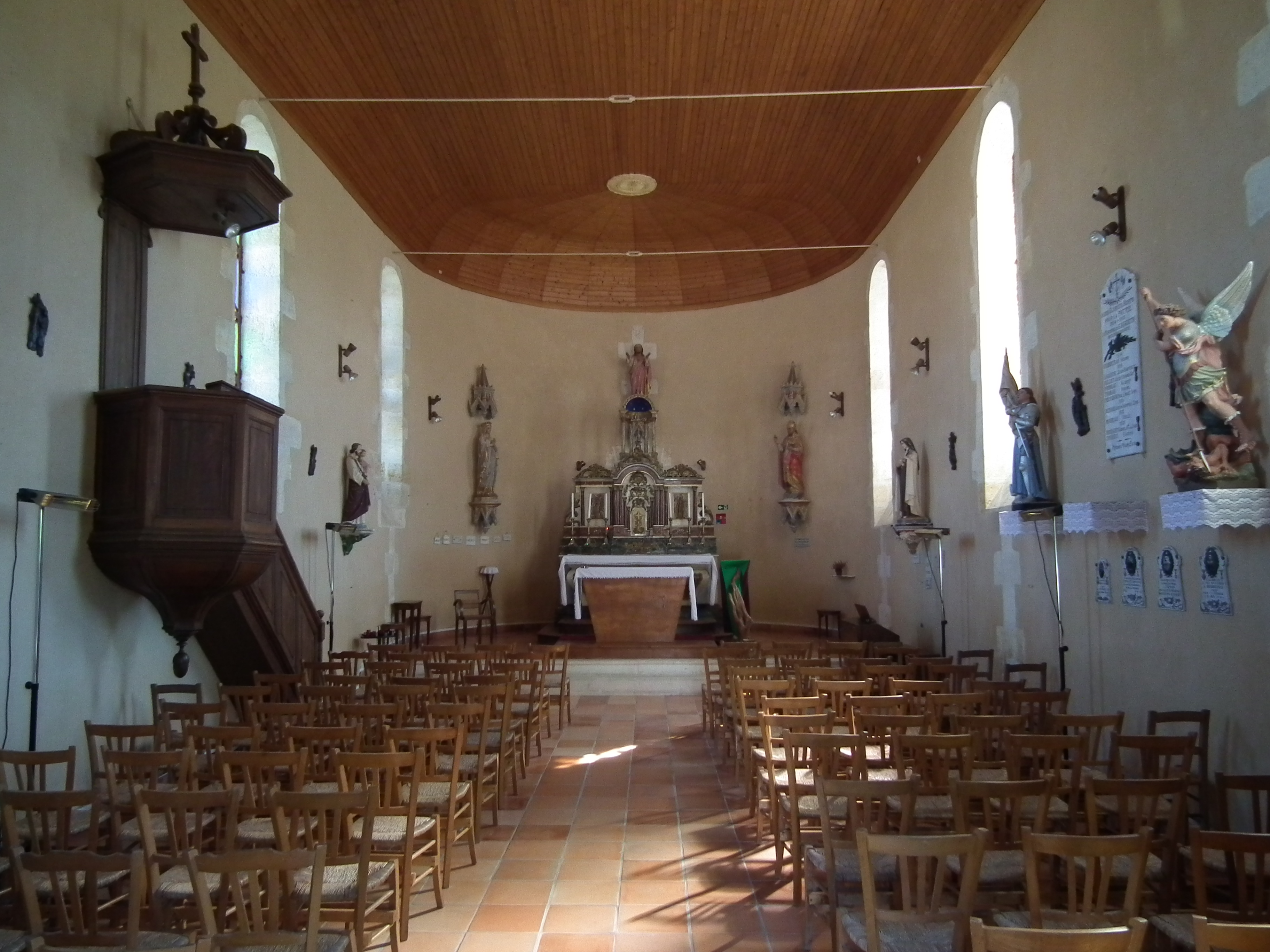
L'intérieur de l'église Saint-Augustin.

En marge du centre paroissial, le logis du Breuil est alors une ancienne demeure noble qui possède, comme beaucoup d'autres domaines, une chapelle privée. Cette dernière, qui date du XVIIIe siècle, est agrandie en 1843. La propriétaire du domaine, Mme Manes, accepte de faire don de la chapelle à la seule condition qu'elle obtienne de l'épiscopat le statut d'église paroissiale. Cette condition ayant été acceptée, la procédure de donation est engagée le 26 novembre 1858 et le 2 août 1859, elle devient propriété de la commune.
Des travaux sont immédiatement engagés, sous la direction de l'architecte Sauvion, avec notamment la construction d'une nouvelle façade d'inspiration classique avec fronton triangulaire à denticules, et un petit campanile. L'intérieur, d'une grande sobriété, forme un vaisseau unique éclairé de grandes baies en plein cintre, qui se prolonge par une abside hémicyclindrique. Le plafond, entièrement lambrissé, est en anse de panier. Le maître-autel, d'inspiration baroque, est encadré de plusieurs statues (sainte Jeanne d'Arc, saint Michel, sainte Thérèse). Une grande chaire en bois est accolée au mur. Il ne subsiste plus de traces de l'ancienne église romane, qui, devenue inutile, a été entièrement démolie et ses matériaux réemployés.
Une demande de classement de l'église au titre des Monuments historiques, portée par l'association « Bien vivre à Saint-Augustin » a finalement été refusée par la Délégation de la commission régionale du patrimoine et des sites le 21 février 2012. Sans préjuger des qualités architecturales du monument, la délégation a estimé que le caractère architectural du monument était « en deçà de celui habituellement retenu pour une protection relevant du code du patrimoine ».

#### Gisant
Remarquable témoignage de l'art funéraire en presqu'île d'Arvert, un gisant, initialement situé dans le cimetière communal, a été remonté à proximité du temple. Datant de 1872, il représente Justin-Elie Lecler, mort en 1871 à vingt ans pendant la guerre franco-prussienne. Œuvre des sculpteurs Malterre et Cougrand, de Saujon, il dépeint fidèlement un soldat expirant, en position semi-allongé, en uniforme, avec ses chaussures à clous, son fusil et sa baïonnette.
La délégation de la commission régionale du patrimoine et des sites a émis le souhait que la Commission départementale des objets mobiliers réfléchisse à une protection de ce gisant au titre des Monuments historiques, « en raison de son intérêt pour l’histoire de l’art ».

#### Temple de Saint-Augustin

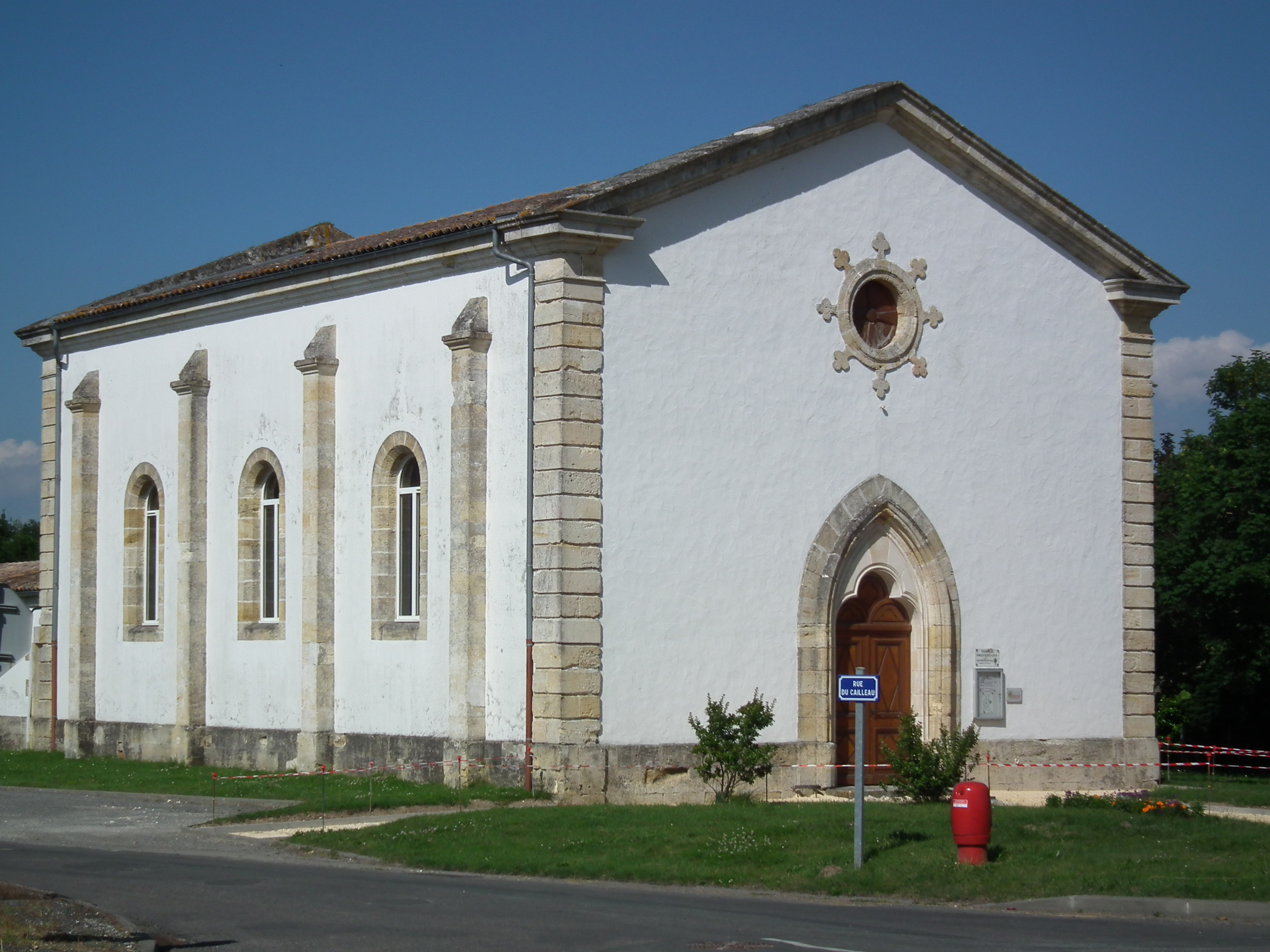
Le temple de Saint-Augustin (1862).

La Réforme s'implante très tôt dans la presqu'île d'Arvert, région possédant de nombreux ports où marins et commerçants en provenance de l'Europe du Nord véhiculent les idées nouvelles. Cependant, au milieu du XIXe siècle, la commune ne dispose toujours pas de temple, et les fidèles protestants doivent faire plusieurs kilomètres, souvent à pied, jusqu'au temple de Vaux (paroisse à laquelle ils sont rattachés).
Une souscription est lancée en 1857 et 2500 francs sont finalement réunis, permettant d'envisager la construction d'un lieu de culte dans la commune. Le terrain, un ancien cimetière protestant, est cédé par la commune. Les travaux sont confiés à l'architecte Sauvion, qui avait déjà œuvré à la modernisation de l'église quelques années plus tôt, d'où une certaine ressemblance entre les deux édifices. Il est ouvert au culte en 1862.
Le temple, édifié au lieu-dit Charosson, forme un vaisseau unique éclairé de grandes baies et est doté d'une façade en pierre de Thénac percée d'une porte d'inspiration gothique et, au niveau supérieur, d'un oculus souligné par un bandeau sculpté.
Comme pour l'église, une demande de classement du temple au titre des Monuments historiques a finalement été refusée par la Délégation de la commission régionale du patrimoine et des sites le 21 février 2012.

### Culture

#### Équipements culturels
La salle Jean-Moulin, mise à la disposition de plusieurs associations communales, est située rue du centre. Ancienne mairie de la commune, elle a été construite en 1869 sur des plans réalisés par l'architecte Boisnard.
En 2012, le conseil municipal a décidé de l'aménagement d'un espace multi-loisirs, composé de deux salles. L'opération a été estimée à 98 354,88 € (hors taxe).
La commune dispose d'une médiathèque, située en face de la mairie et de l'agence postale. Cinq boîtes à livres ont été installées en plusieurs points de la commune: rue du Bourg, avenue de la Côte de Beauté, rue du Maine-Fort, rue des Sables et rue Traversière. Elles permettent à chacun de déposer et/ou de prendre des ouvrages gratuitement.

#### Événements touristiques
L'opération container, menée de 2010 à 2012, a été un projet artistique « alternatif » sous le patronage de la Communauté d'agglomération Royan-Atlantique. Ce projet consistait en la réalisation, par des artistes contemporains, d'œuvres d'art à partir d'anciens containers de transport maritime. Une « escale » a été réalisée sur l'aire de l'Yeuse, à Saint-Augustin, du 23 mai au 19 juin 2011. L'artiste Stéphane Rozand y a conçu une de ses œuvres.

### Patrimoine culturel

#### Langue saintongeaise

Aire linguistique du saintongeais.

La commune est située dans l'aire linguistique du saintongeais, un dialecte faisant partie de la famille des langues d’oïl, branche des langues romanes, qui comprend également le français, l’angevin le picard et le poitevin avec lequel il est souvent regroupé dans un domaine plus vaste, le poitevin-saintongeais.
Le saintongeais (saintonjhais) est la langue vernaculaire parlée en Saintonge ainsi que dans une partie de l'Aunis, de l'Angoumois, mais aussi dans quelques enclaves de Guyenne (Pays Gabay ou Grande Gavacherie, Petite Gavacherie autour de Monségur dans l'Entre-deux-Mers et enclave du Verdon, en Médoc). On l’appelle parfois aussi le charentais ou encore le patois charentais. Les locuteurs sont dits patoisants.
Le saintongeais a fortement influencé l’acadien et en conséquence, par ricochet, le cadien ; quant au québécois, il a été influencé par les parlers tels que le normand, le francien et le saintongeais.
La langue saintongeaise présente de nombreux traits communs avec des langues telles que le cadien ou l'acadien, ce qui s'explique par les origines saintongeaises d'une partie des émigrants vers la Nouvelle-France au XVIIe siècle.

#### Gastronomie
La gastronomie saintongeaise est principalement axée sur trois types de produits : les produits de la terre, les produits de la mer et les produits de la vigne.
Les préparations à base de viande de porc occupent une place prépondérante dans la cuisine régionale : ainsi des gratons ou des grillons, sortes de rillettes à base de viandes rissolées et confites dans leur graisse, du gigourit, un civet mêlant sang, gorge, foie et oignons, ou de la sauce de pire, à base de fressure, d'oignons et de vin blanc de pays.

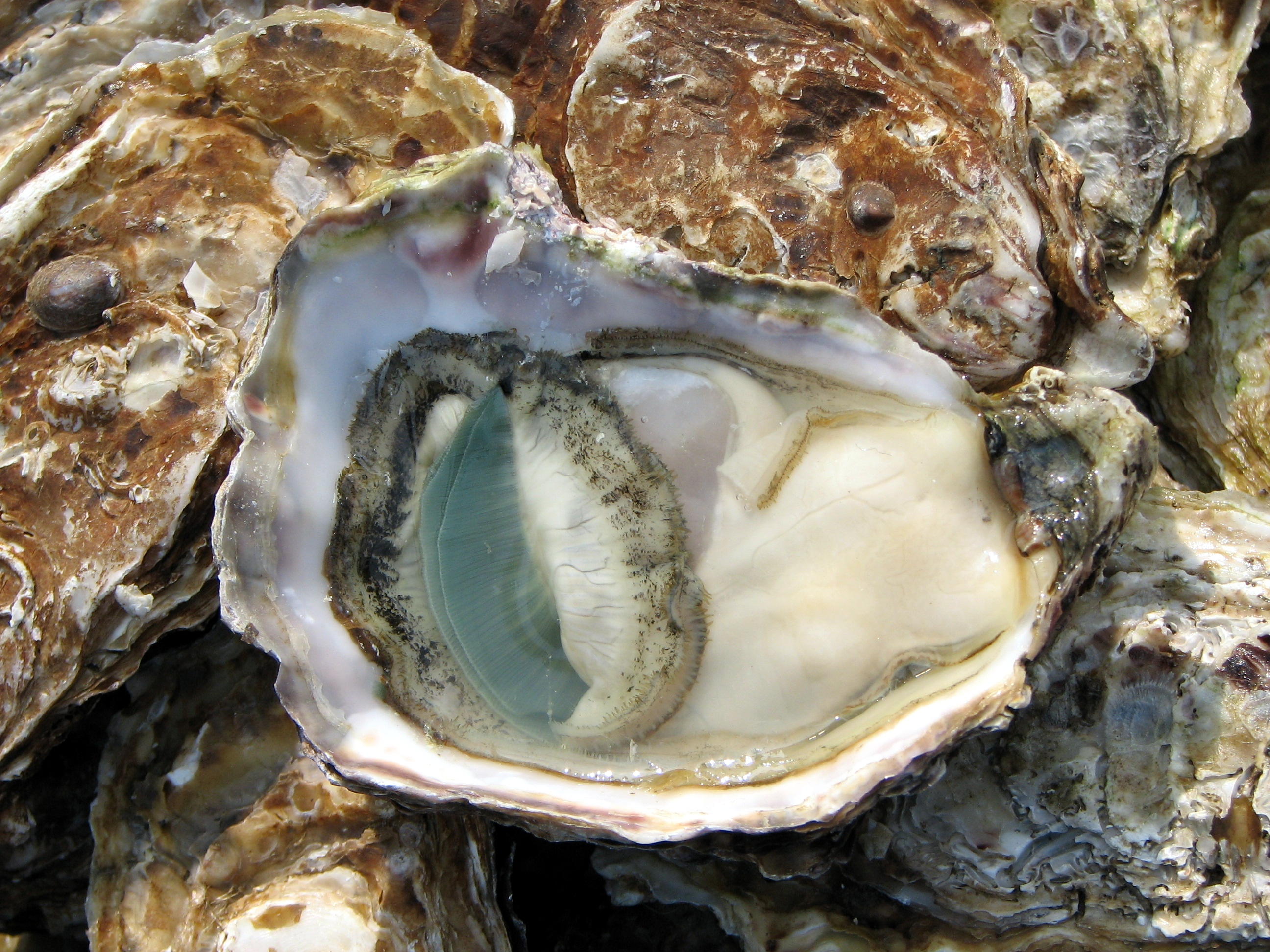
Les huîtres de Marennes-Oléron sont une spécialité réputée de la région.

La cuisine saintongeaise intègre tout naturellement de nombreuses recettes à base de « cagouilles », le nom local de l'escargot petit-gris. Animal tutélaire de la Saintonge, il est notamment cuisiné « à la charentaise », c'est-à-dire cuit dans un court-bouillon agrémenté de vin blanc, d'ail et de mie de pain.
Parmi les autres spécialités locales, il convient de noter également les pibales (alevins d'anguille pêchés dans la Gironde, spécialité de Mortagne et de Blaye), les sardines de Royan, les « thyeusses de gueurnouilles » (cuisses de grenouilles), la sanglette, une galette préparée à base de sang de poulet et d'oignons cuits, le farci saintongeais (variante du farci poitevin), le lapin au pineau, le foie gras ou encore les confits. La grande spécialité de la presqu'île d'Arvert est cependant l'huître de Marennes-Oléron, de renommée internationale.
Les desserts traditionnels sont issus de la cuisine paysanne : millas (gâteau à la farine de maïs, qu'on retrouve dans une grande partie du Sud-Ouest de la France), galette charentaise, au beurre Charentes-Poitou, ou encore merveilles (beignets).
Les vignes de la région servent à la confection d'eaux-de-vie réputées, telles que le pineau des Charentes et plus encore, le cognac. La commune de Saint-Augustin est ainsi intégralement située dans la zone de production des bois communs.

## Personnalités liées à la commune
- Jean Délémontez : pilote, concepteur d'avions.
- Éric Aubijoux : pilote de moto.

## Héraldique
| Blason | Blasonnement : Taillé : au 1er d'azur au pin de sinople, fûté de sable, au 2e d'azur à la fleur d'iris d'or, tigée et feuillée de sable, posée en barre et soutenue d'une mer du même, le tout sommé d'un chef d'or chargé de l'inscription « RARA AVIS » de sable. Commentaires : Ce blason a été créé par Franck Chauvreau, ancien maire de Saint-Augustin. |